# Villersexel
Villersexel est une commune française située dans le département de la Haute-Saône, la région culturelle et historique de Franche-Comté et la région administrative Bourgogne-Franche-Comté. Elle est le siège de la communauté de communes du pays de Villersexel. Son territoire vallonné, dont l'altitude varie de 257  à   318 mètres, fait partie des collines pré-jurassiennes. Il comprend une grande partie de forêt.
L'histoire de la commune est marquée par la bataille de Villersexel. Elle est connue pour son château ; le tourisme y est assez développé avec la présence de l'Ognon. Elle bénéficie du label de Cité de Caractère de Bourgogne-Franche-Comté.

## Géographie

### Localisation

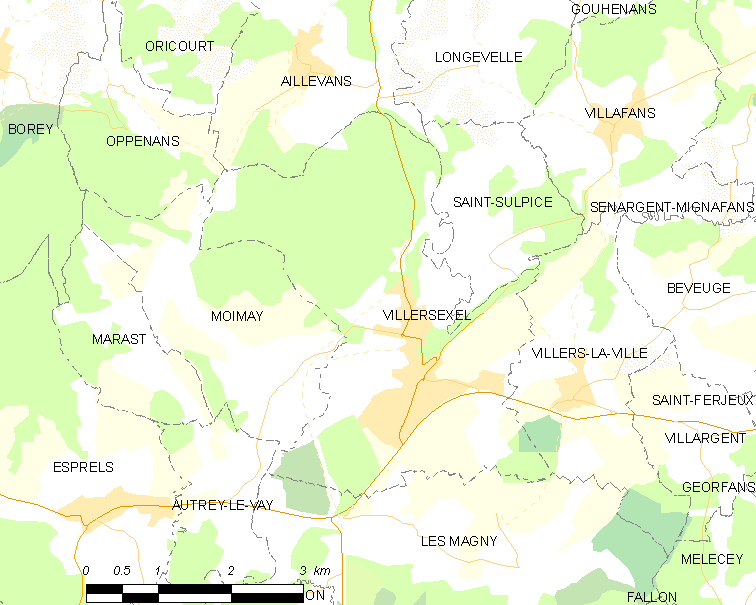
Le territoire communal dans son contexte local.

Villersexel est située dans le sud-est de l'arrondissement de Lure, à l'extrémité sud de la Haute-Saône, à la limite du Doubs en région Bourgogne-Franche-Comté, dans l'est de la France.
Les villes les plus proches sont Lure à 15 km, Vesoul à 21 km et Héricourt à 24 km.
Le territoire de la commune est limitrophe de ceux de sept communes :
| Oppenans      | Aillevans   | Saint-Sulpice    |
| Moimay        | Villersexel | Saint-Sulpice    |
| Autrey-le-Vay | Les Magny   | Villers-la-Ville |

### Géologie et relief
- Bourg et limites communales
- Marnes de l'Aalénien supérieur (I6b)
- Calcaire à entroques du Bajocien inférieur (j1a)
- Calcaire oolithique du Bajocien supérieur (j1b)
- Calcaire coquillier et marnes triasiques (T5-6)
- Alluvions anciennes (Fx)
- Alluvions récentes (Fz)
- Lehm produits d'altération d'âge indéterminé (Œ)

Carte géologique de Villersexel.
Bourg et limites communales
Marnes de l'Aalénien supérieur (I6b)
Calcaire à entroques du Bajocien inférieur (j1a)
Calcaire oolithique du Bajocien supérieur (j1b)
Calcaire coquillier et marnes triasiques (T5-6)
Alluvions anciennes (Fx)
Alluvions récentes (Fz)
Lehm produits d'altération d'âge indéterminé (Œ)
: Failles

La superficie de la commune est de 1 319 hectares ; son altitude varie de 257  à   318 mètres.
Le territoire de la commune s'étend sur deux parties : l'une plate et basse, l'autre avec un relief plus important.
Villersexel est construite sur le plateau de la Haute-Saône, sur un sol daté du Trias supérieur et moyen recouvert d'alluvions du Quaternaire près des cours d'eau. Elle se trouve dans le voisinage immédiat du bassin houiller keupérien de Haute-Saône, notamment exploité pour son gypse, son sel gemme (sous forme de saumure) et sa houille à Vy-lès-Lure, Gouhenans, Mélecey ou encore Saulnot.

### Hydrographie
Villersexel est traversée par une rivière de débit moyen, l'Ognon qui y reçoit comme affluent le Scey. Des petits ruisseaux et étangs se trouvent également sur le territoire communal.

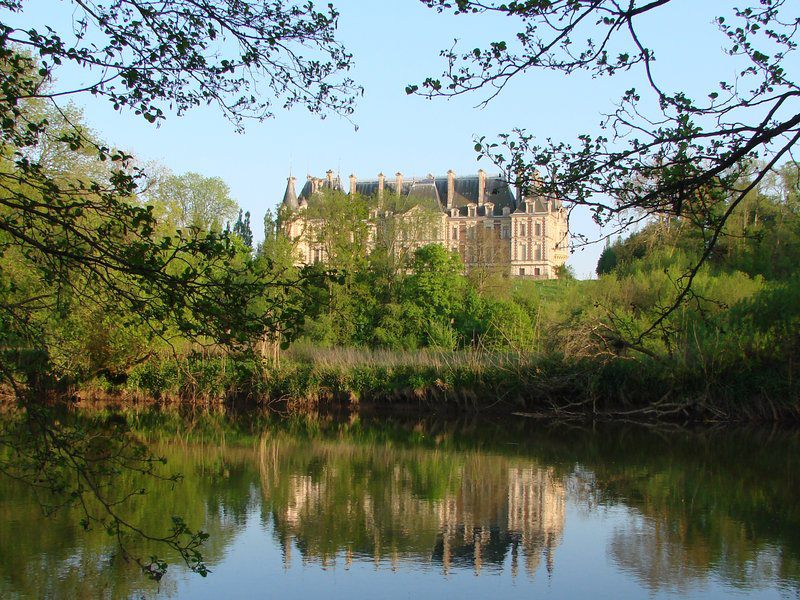
L'Ognon avec le château en arrière-plan.

### Climat
Pour des articles plus généraux, voir Climat de la Bourgogne-Franche-Comté et Climat de la Haute-Saône.
En 2010, le climat de la commune est de type climat de montagne, selon une étude du Centre national de la recherche scientifique s'appuyant sur une série de données couvrant la période 1971-2000. En 2020, Météo-France publie une typologie des climats de la France métropolitaine dans laquelle la commune est exposée à un climat semi-continental et est dans la région climatique Lorraine, plateau de Langres, Morvan, caractérisée par un hiver rude (1,5 °C), des vents modérés et des brouillards fréquents en automne et hiver.
Pour la période 1971-2000, la température annuelle moyenne est de 10,1 °C, avec une amplitude thermique annuelle de 17,3 °C. Le cumul annuel moyen de précipitations est de 1 070 mm, avec 13,4 jours de précipitations en janvier et 10,2 jours en juillet. Pour la période 1991-2020, la température moyenne annuelle observée sur la station météorologique installée sur la commune est de 10,8 °C et le cumul annuel moyen de précipitations est de 1 037,9 mm. 
La température maximale relevée sur cette station est de 38,4 °C, atteinte le 8 août 2003 ; la température minimale est de −19,4 °C, atteinte le 20 décembre 2009,,.
| Mois                                  | jan.             | fév.           | mars         | avril       | mai             | juin          | jui.           | août           | sep.            | oct.            | nov.           | déc.           | année      |
| ------------------------------------- | ---------------- | -------------- | ------------ | ----------- | --------------- | ------------- | -------------- | -------------- | --------------- | --------------- | -------------- | -------------- | ---------- |
| Température minimale moyenne (°C)     | −0,6             | −0,5           | 1,8          | 4,5         | 8,4             | 11,8          | 13,6           | 13,3           | 9,8             | 6,8             | 2,7            | 0,2            | 6          |
| Température moyenne (°C)              | 2,4              | 3,4            | 6,7          | 10,2        | 14,1            | 17,9          | 19,7           | 19,3           | 15,3            | 11,4            | 6,2            | 3,1            | 10,8       |
| Température maximale moyenne (°C)     | 5,4              | 7,2            | 11,7         | 16          | 19,8            | 23,9          | 25,9           | 25,4           | 20,8            | 16              | 9,6            | 6              | 15,6       |
| Record de froid (°C) date du record   | −14,9 05.01.1995 | −15,1 04.02.12 | −18 01.03.05 | −5 11.04.03 | −1,9 15.05.1995 | 1 04.06.01    | 5,1 07.07.1993 | 3,2 28.08.1998 | −0,9 30.09.1995 | −6,7 31.10.1997 | −11,1 30.11.10 | −19,4 20.12.09 | −19,4 2009 |
| Record de chaleur (°C) date du record | 18,3 01.01.23    | 20,4 24.02.21  | 26 31.03.21  | 28 19.04.18 | 32,6 29.05.05   | 36,9 26.06.19 | 38,2 25.07.19  | 38,4 08.08.03  | 33,6 11.09.23   | 28,7 02.10.23   | 24,5 07.11.15  | 17,9 17.12.15  | 38,4 2003  |
| Précipitations (mm)                   | 79,7             | 73,9           | 74,8         | 70          | 99,9            | 81,8          | 86,3           | 89             | 86,7            | 99,5            | 96,4           | 99,9           | 1 037,9    |

| Diagramme climatique                                  |             |             |         |             |              |              |            |             |           |            |          |
| J                                                     | F           | M           | A       | M           | J            | J            | A          | S           | O         | N          | D        |
| 5,4−0,679,7                                           | 7,2−0,573,9 | 11,71,874,8 | 164,570 | 19,88,499,9 | 23,911,881,8 | 25,913,686,3 | 25,413,389 | 20,89,886,7 | 166,899,5 | 9,62,796,4 | 60,299,9 |
| Moyennes : • Temp. maxi et mini °C • Précipitation mm |             |             |         |             |              |              |            |             |           |            |          |

Les paramètres climatiques de la commune ont été estimés pour le milieu du siècle (2041-2070) selon différents scénarios d'émission de gaz à effet de serre à partir des nouvelles projections climatiques de référence DRIAS-2020. Ils sont consultables sur un site dédié publié par Météo-France en novembre 2022.

## Urbanisme

### Typologie
Au 1er janvier 2024, Villersexel est catégorisée bourg rural, selon la nouvelle grille communale de densité à sept niveaux définie par l'Insee en 2022.
Elle est située hors unité urbaine et hors attraction des villes,.

### Occupation des sols
L'occupation des sols de la commune, telle qu'elle ressort de la base de données européenne d’occupation biophysique des sols Corine Land Cover (CLC), est marquée par l'importance des forêts et milieux semi-naturels (49 % en 2018), une proportion sensiblement équivalente à celle de 1990 (49,2 %). La répartition détaillée en 2018 est la suivante : 
forêts (48,4 %), terres arables (14,8 %), prairies (14,2 %), zones urbanisées (11,5 %), zones agricoles hétérogènes (6,6 %), zones industrielles ou commerciales et réseaux de communication (3,9 %), milieux à végétation arbustive et/ou herbacée (0,5 %). L'évolution de l’occupation des sols de la commune et de ses infrastructures peut être observée sur les différentes représentations cartographiques du territoire : la carte de Cassini (XVIIIe siècle), la carte d'état-major (1820-1866) et les cartes ou photos aériennes de l'IGN pour la période actuelle (1950 à aujourd'hui).

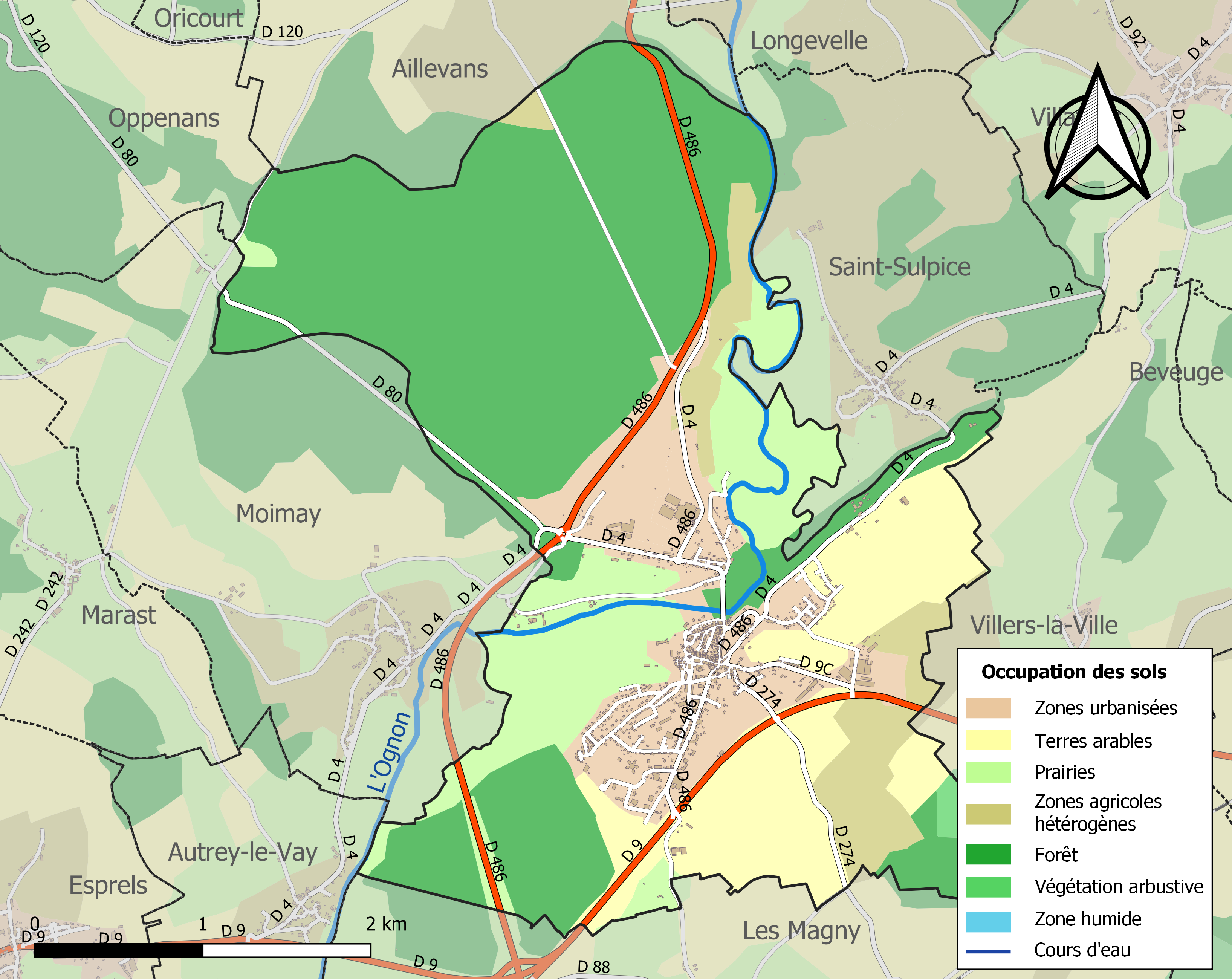
Carte des infrastructures et de l'occupation des sols de la commune en 2018 (CLC).

### Morphologie du bâti

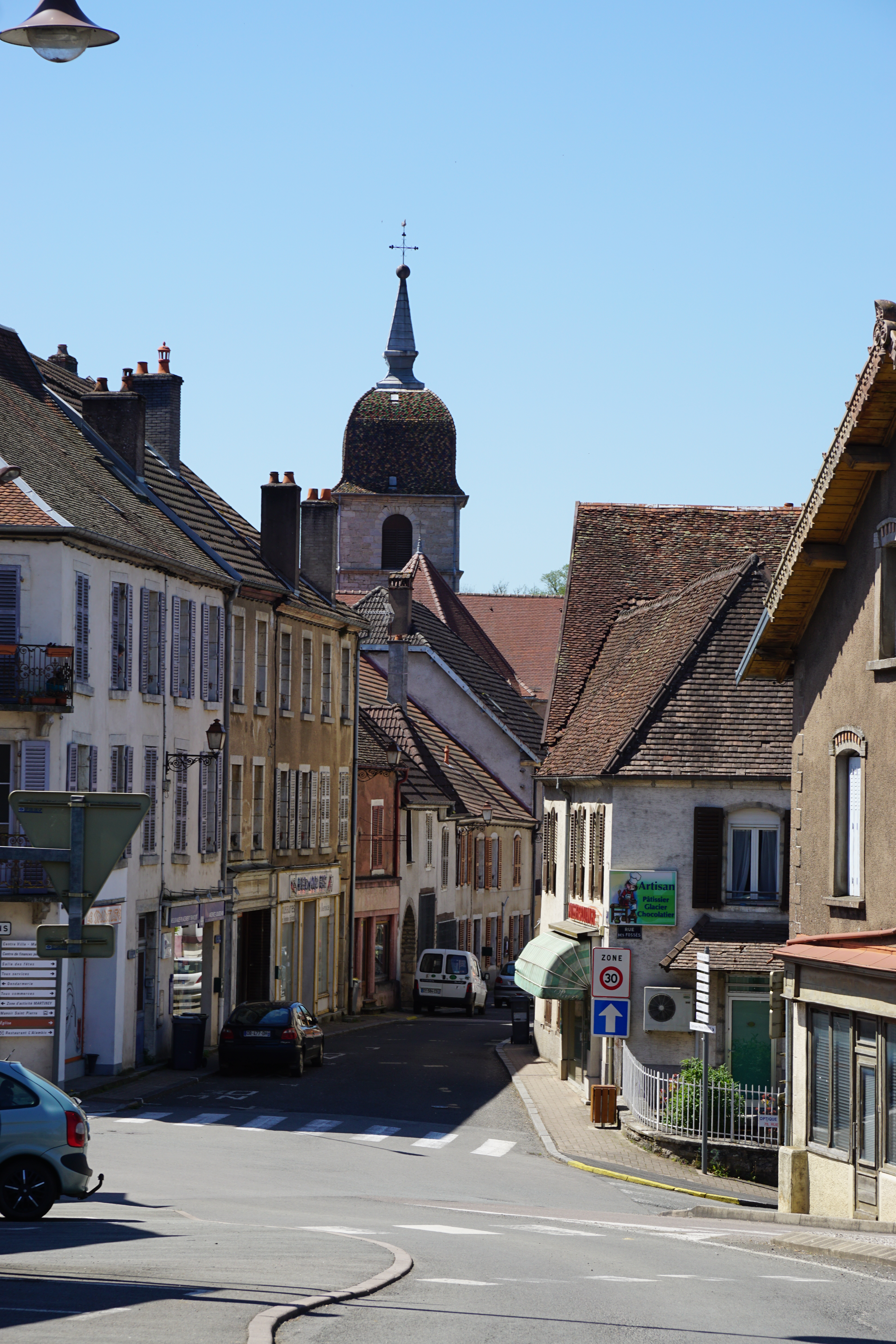
Centre-ville.

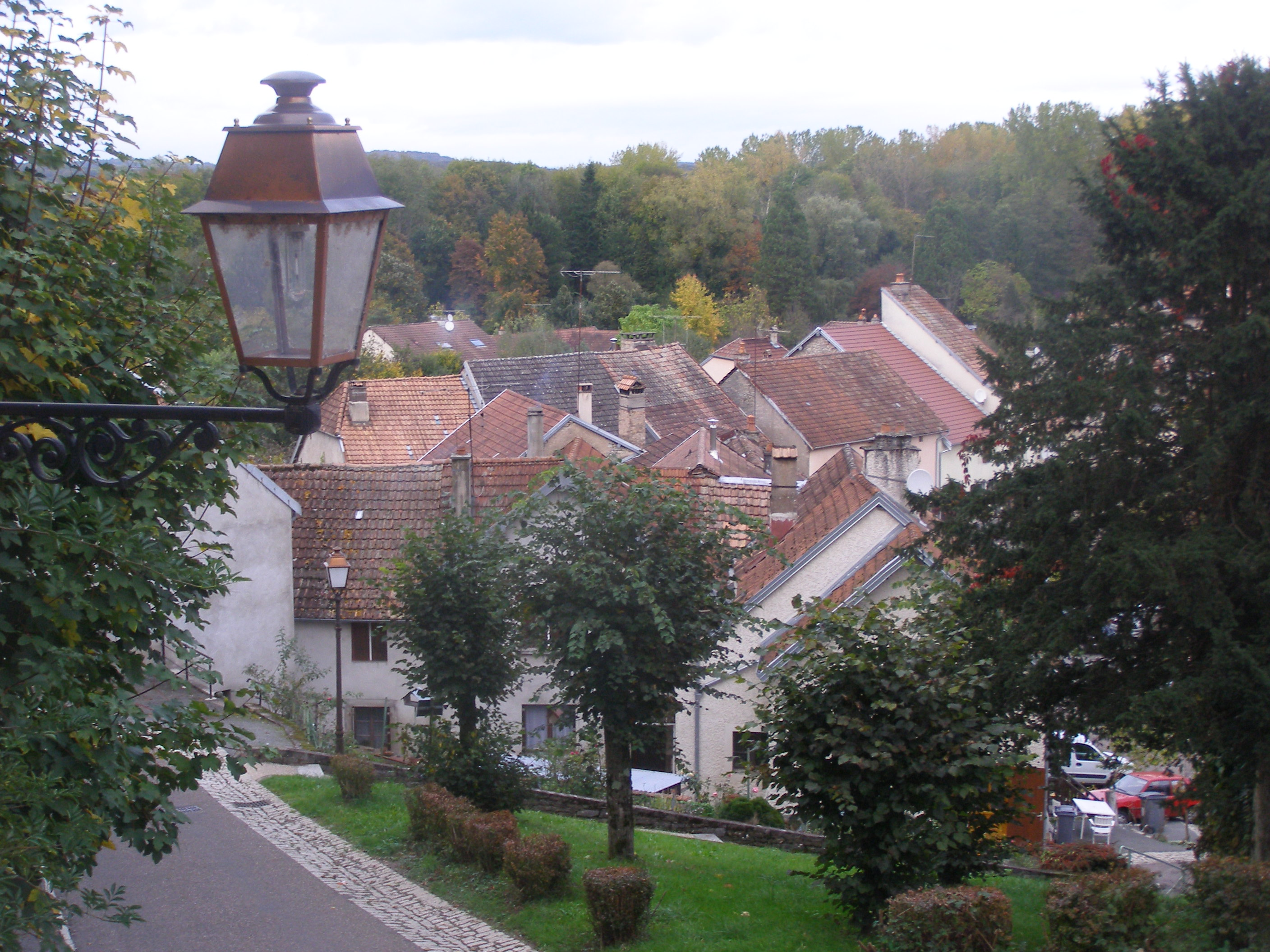
Vue sur les toits.

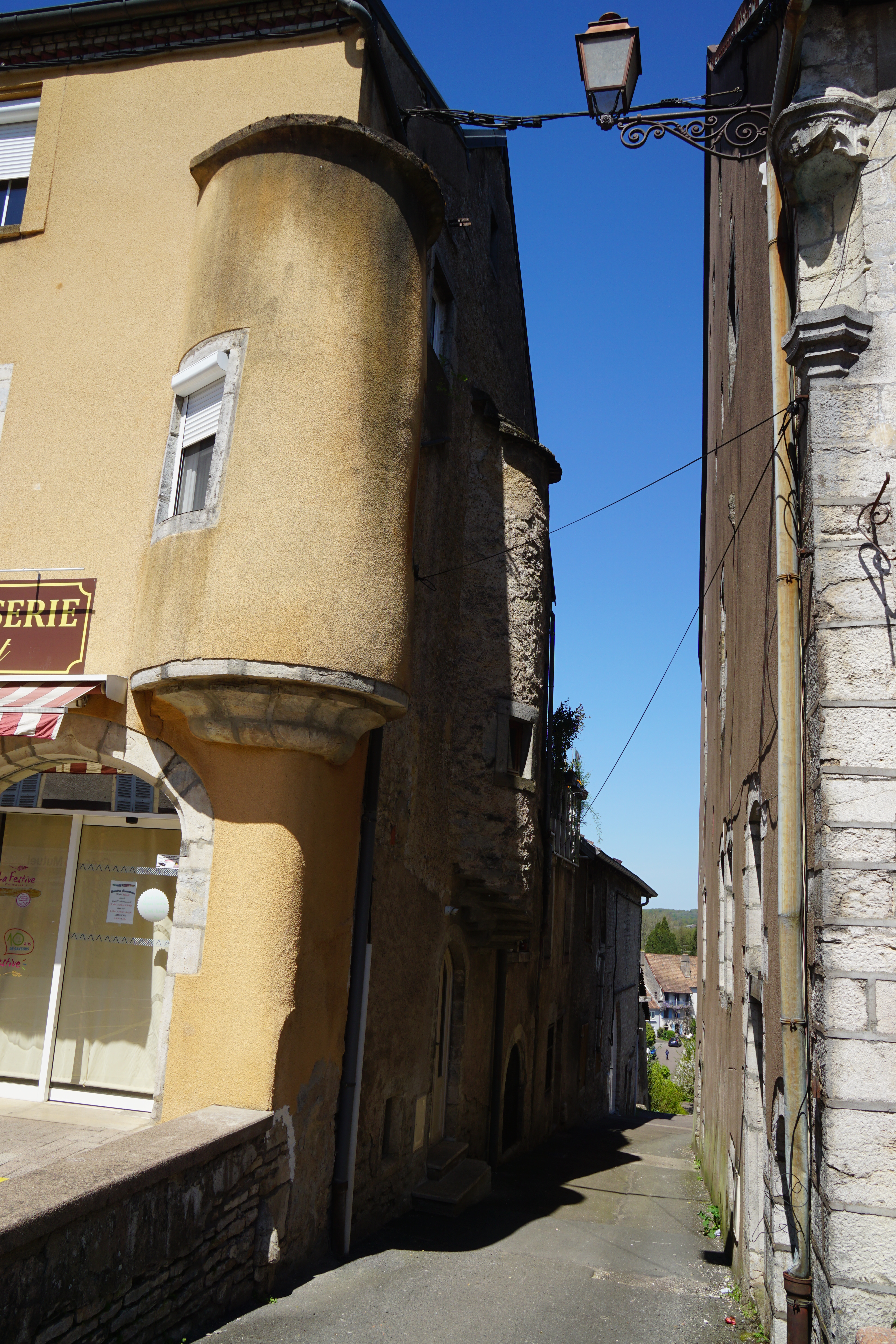
Ruelle.

Villersexel est un bourg particulièrement dense et urbanisé surtout au centre-ville.

Développement urbain de Villersexel et Saint-Sulpice.

### Logement
En 2016, le nombre total de logements à Villersexel était de 729 dont 614 résidences principales, 22 résidences secondaires et logements occasionnels et 94 logements vacants.
La commune totalisait 473 maisons et 249 appartements. La proportion des résidences principales, propriétés de leurs occupants était de 52,7 %, en 2016. Il existe 104 logements HLM sur la commune soit 17,0 % des logements.

### Urbanisme et paysage
La commune dispose d'un PLU et fait partie du SCOT du pays des Vosges saônoises.

### Risques naturels et technologiques
La commune est installée sur une zone sismique de niveau 3. Il existe des risques géologiques d'affaissement, de glissement de terrain et d’effondrement localisés à cause de la présence de cavités souterraines naturelles. Il existe également des risques d'inondation et d’autres liés au transport de matières dangereuses.

### Transport et voies de communications
La commune est située à proximité du passage de la LGV Rhin-Rhône, la gare la plus proche est celle de Belfort - Montbéliard, située à 35 km. La gare de Lure est établie à 15 km, sur la ligne de Paris-Est à Mulhouse-Ville. Le bourg est traversé par l’ancienne ligne de Montbozon à Lure ou était établie la gare de Villersexel de 1896 à 1987, progressivement transformée en voie verte dans les années 2010. Au début du XXe siècle, Villersexel est desservi par les chemins de fer vicinaux de la Haute-Saône (le « Tacot »).
Le réseau routier de la commune est formé des routes départementales 4, 9, 50, 80 et 274 reliées à des axes plus importants comme la double-voie expresse E54 (nationale 19) et l'autoroute A36. Villersexel est desservie par les autobus du réseau interurbain de la Bourgogne-Franche-Comté (Mobigo) reprenant anciennes les lignes saônoises.

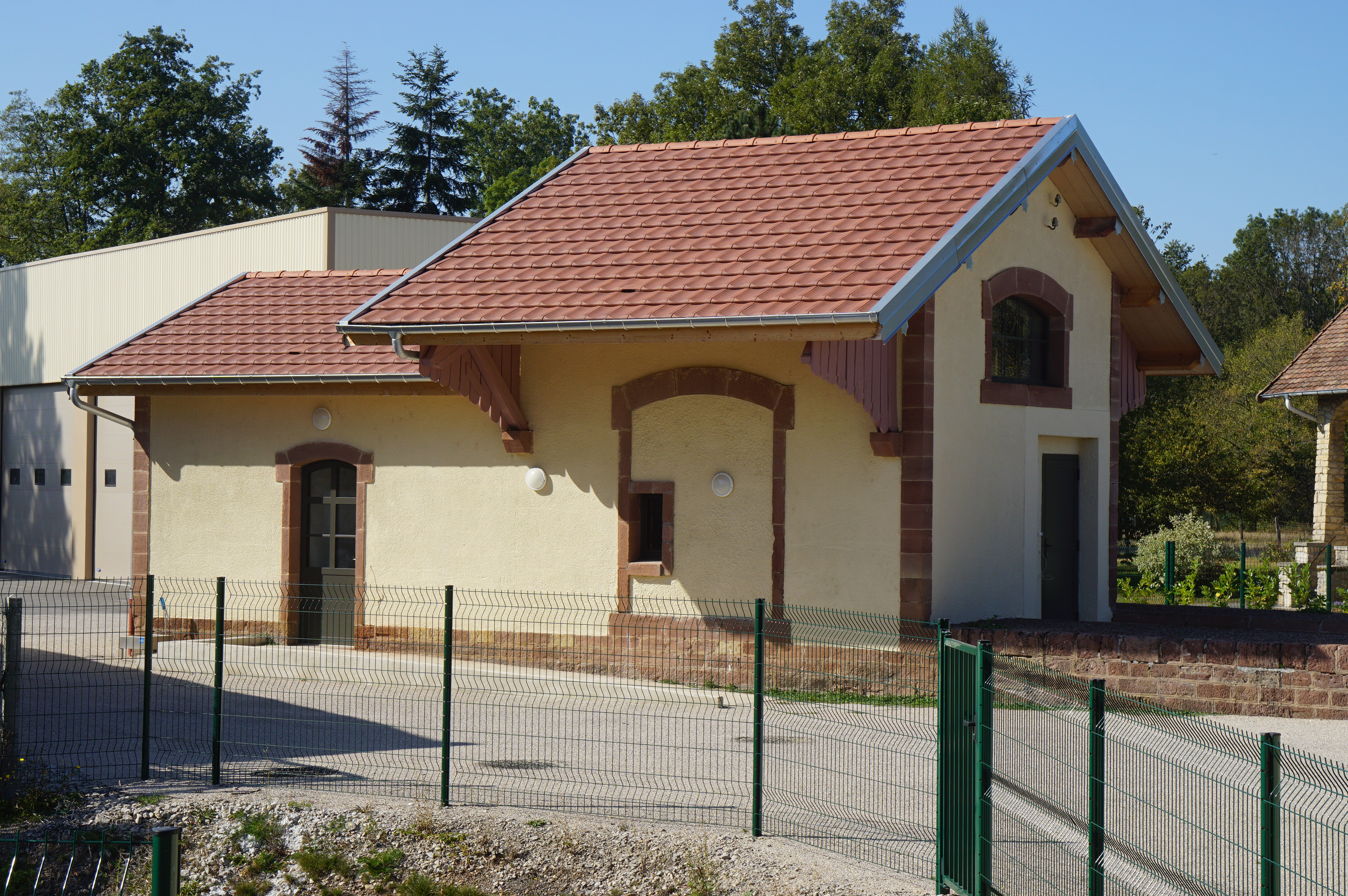
L'ancienne gare des chemins de fer vicinaux de la Haute-Saône.
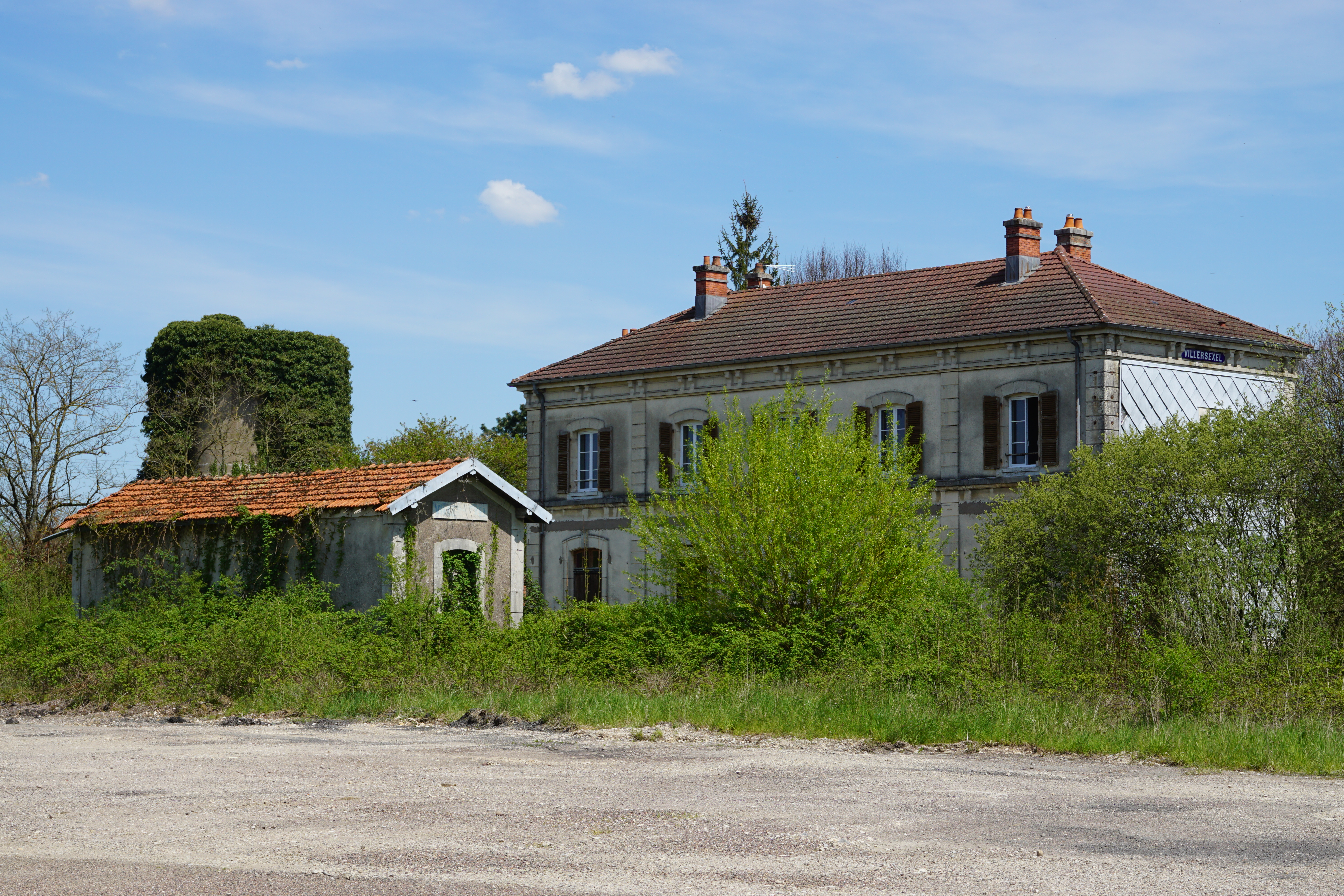
L'ancienne gare de la ligne de Montbozon à Lure.

## Histoire

### Moyen Âge
La terre de Villersexel, venue des Rougemont, dépend, depuis la fin du XIIe siècle, de la puissante famille de Faucogney, dont une branche dite de Villersexel a fait souche. La suite de l'histoire seigneuriale de Villersexel est vue aux articles Faucogney et Faucogney, à travers les familles de Lützelstein/La Petite-Pierre, de La Palu(d), de Cusance, d'Arenberg et de Grammont.

### Histoire du château

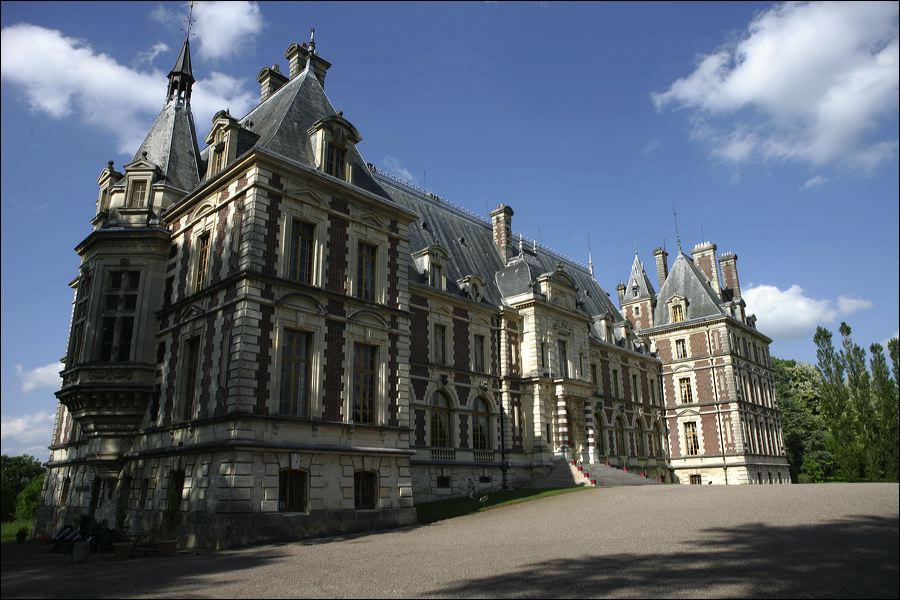
Façade principale.

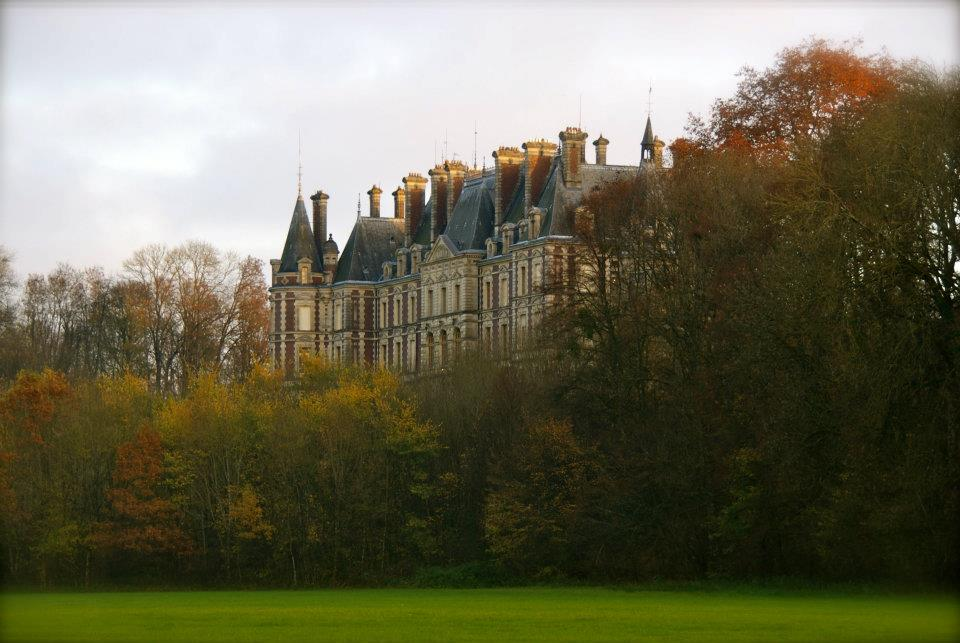
Vue depuis la rivière l'Ognon.

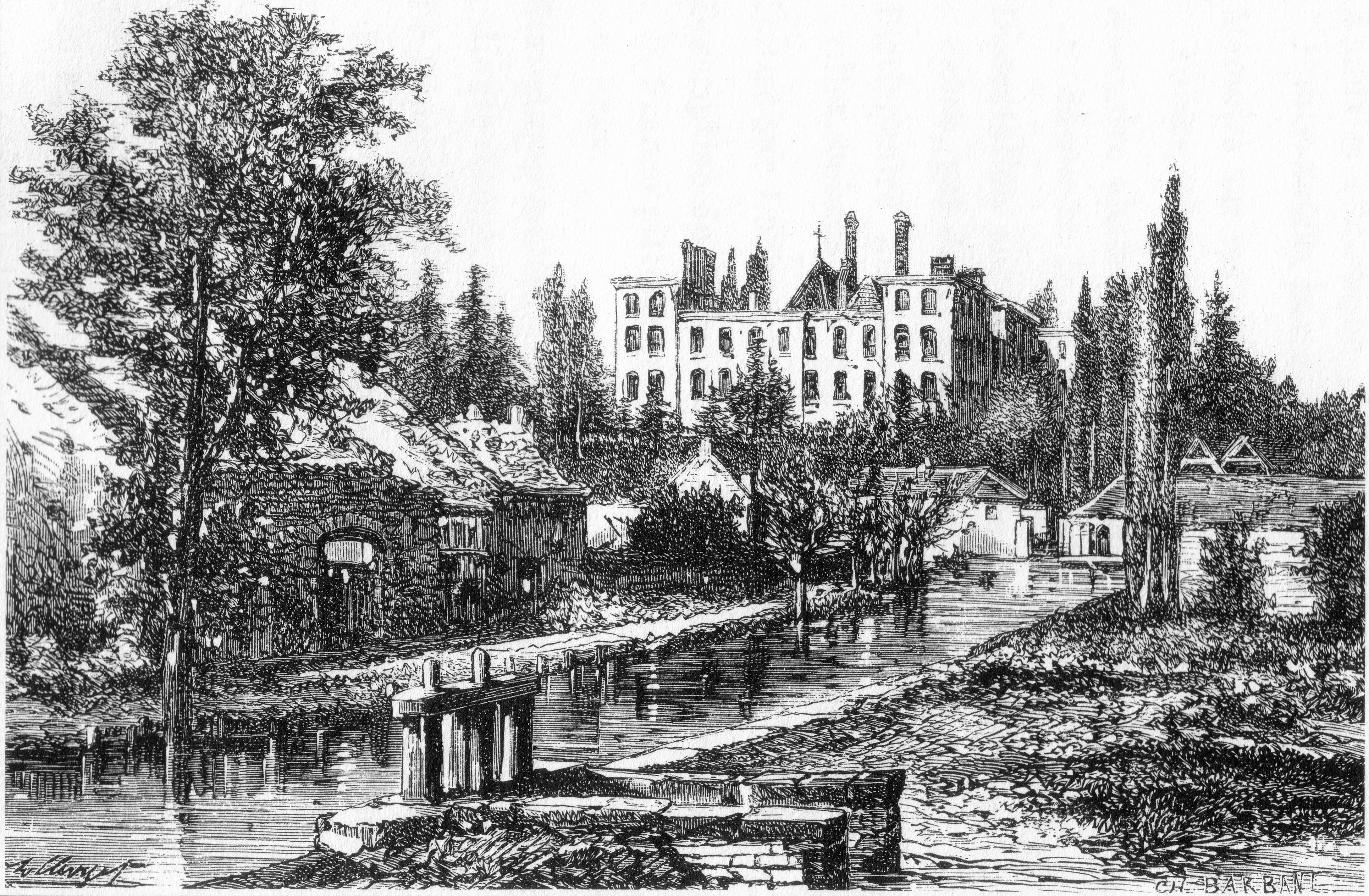
Après le 8 janvier 1871.

La terre de Villersexel sur laquelle furent érigés d'abord un château féodal puis une demeure classique au XVIIe siècle et une copie style néo-Louis XIII au XVIIIe siècle, appartint d'abord jusqu'en 1438 à une branche de la famille de Faucogney dite de Villersexel, puis aux familles de La Palud, de Rye, de Cusance, avant d'être achetée en 1699 par Michel marquis de Grammont, lieutenant-général des armées du roi.
Il ne reste que des ruines de l'ancien château situé à l'entrée de la propriété. L'actuel château a été construit en seulement quelques années, de 1882 à 1887 pour la famille de Grammont.
Après que le deuxième château eut été détruit par le feu (bataille de Villersexel en 1871), le marquis Ferdinand de Grammont rechercha un nouvel architecte pour concevoir et construire une structure plus résistante au feu : il choisit Edouard Danjoy qui utilisa le fer comme matériau de structure architecturale.
Au XVIIIe siècle, marquis de La Fayette, y séjourna durant quelques mois avec son épouse Adrienne de Noailles, dont la sœur Rosalie de Noailles avait épousé Théodule de Grammont. Charles de Gaulle, Winston Churchill et Eisenhower ont séjourné au 3e château au  XXe siècle.
Le château est inscrit aux monuments historiques de France. Il est entièrement meublé dans le style en vogue lors de sa reconstruction (années 1870 et 1880). Il s'agit d'une résidence privée qui abrite par ailleurs un musée et sert aussi de lieu de réceptions.

### Bataille de Villersexel

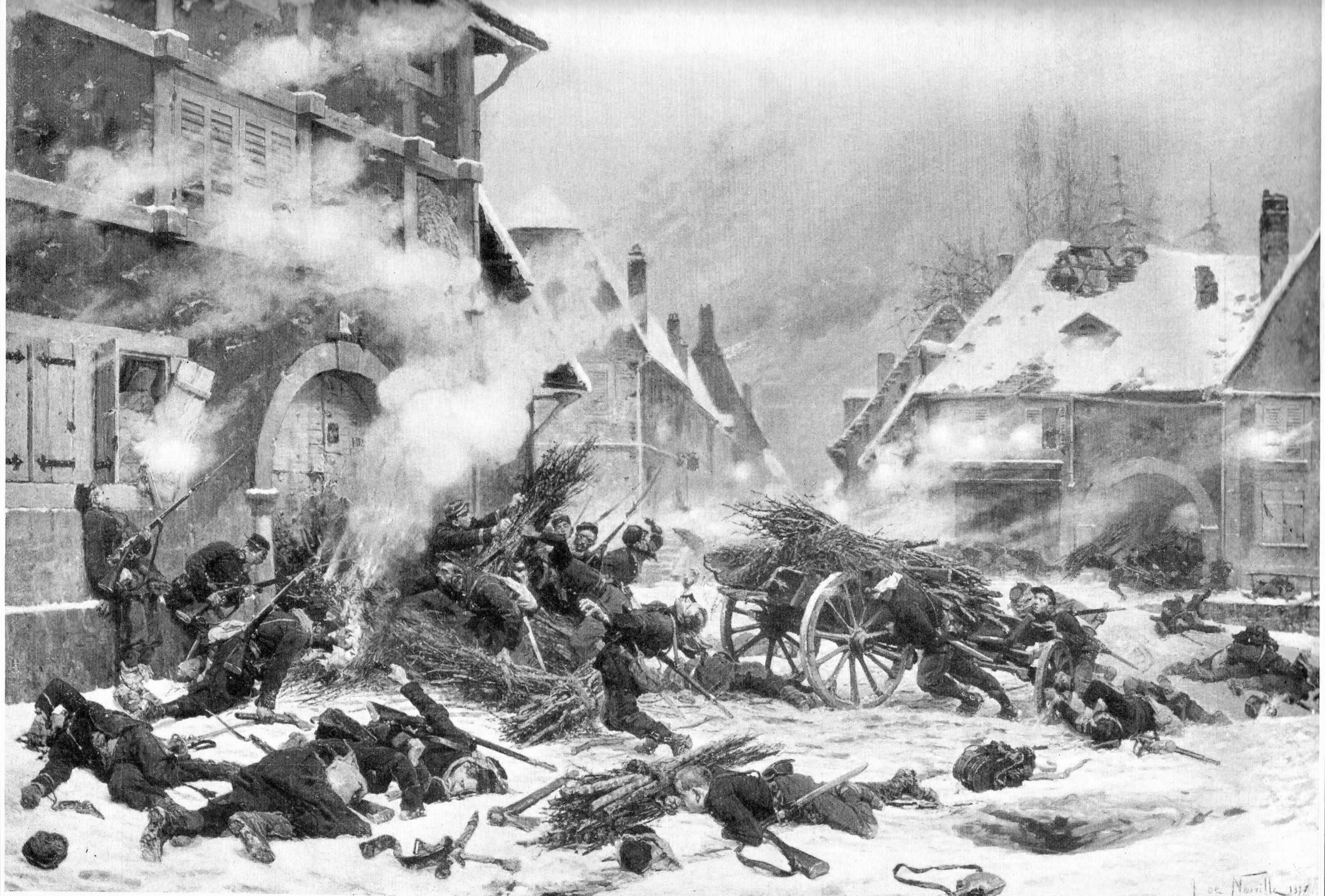
Copie de lAttaque d'une maison barricadée à Villersexel, d'après Alphonse de Neuville, avant 1885.

La bataille de Villersexel s'y est déroulée durant la Guerre franco-prussienne de 1870 et fut une victoire française sur les troupes prussiennes avant que celles-ci ne reprennent l'avantage lors de la bataille de la Lizaine.

### Époque contemporaine
Une carrière exploitée du calcaire dit Muschelkalk au milieu du XIXe siècle.

## Politique et administration

### Rattachements administratifs et électoraux

Carte départementale représentant en rouge la communauté de communes du Pays de Villersexel.

La commune fait partie de l'arrondissement de Vesoul du département de la Haute-Saône, en région Bourgogne-Franche-Comté. Pour l'élection des députés, elle dépend de la deuxième circonscription de la Haute-Saône.
Elle était depuis 1793 le chef-lieu du canton de Villersexel. Dans le cadre du redécoupage cantonal de 2014 en France, le canton s'est agrandi, passant de 32 à 47 communes et Villersexel en est désormais le bureau centralisateur.

### Intercommunalité
La commune s'est associée avec d'autres dès 1965 dans le cadre d'un syndicat intercommunal à vocation multiple (SIVOM), prédécesseur de l'actuelle communauté de communes du Pays de Villersexel, dont elle est le siège.

### Tendances politiques et résultats
Au référendum sur le Référendum français sur le traité établissant une constitution pour l'Europe du 29 mai 2005, le pourcentage d'habitants de Villersexel qui ont voté contre la Constitution européenne est de 56,51 %, soit légèrement plus que la moyenne nationale de 54,67 %.
À l'élection présidentielle française de 2007, le premier tour a vu se démarquer Nicolas Sarkozy (UMP) avec 33,44 % des votes et qui récolte 60,52 % au second tour contre 39,48 % pour Ségolène Royal (PS). À l'élection présidentielle française de 2012, c'est encore Nicolas Sarkozy qui arrive en tête avec 29,10 % des suffrages exprimés, suivie de Marine Le Pen (FN) qui totalise 24,86 %. Au second tour, Nicolas Sarkozy obtient 55,73 % des suffrages exprimés.
Lors de l'élection présidentielle française de 2017, le premier tour voit se démarquer Marine Le Pen (FN) avec 28,39 %. Au second tour, cette dernière récolte 43,29 % des votes contre 56,71 % pour Emmanuel Macron (EM).

### Administration municipale

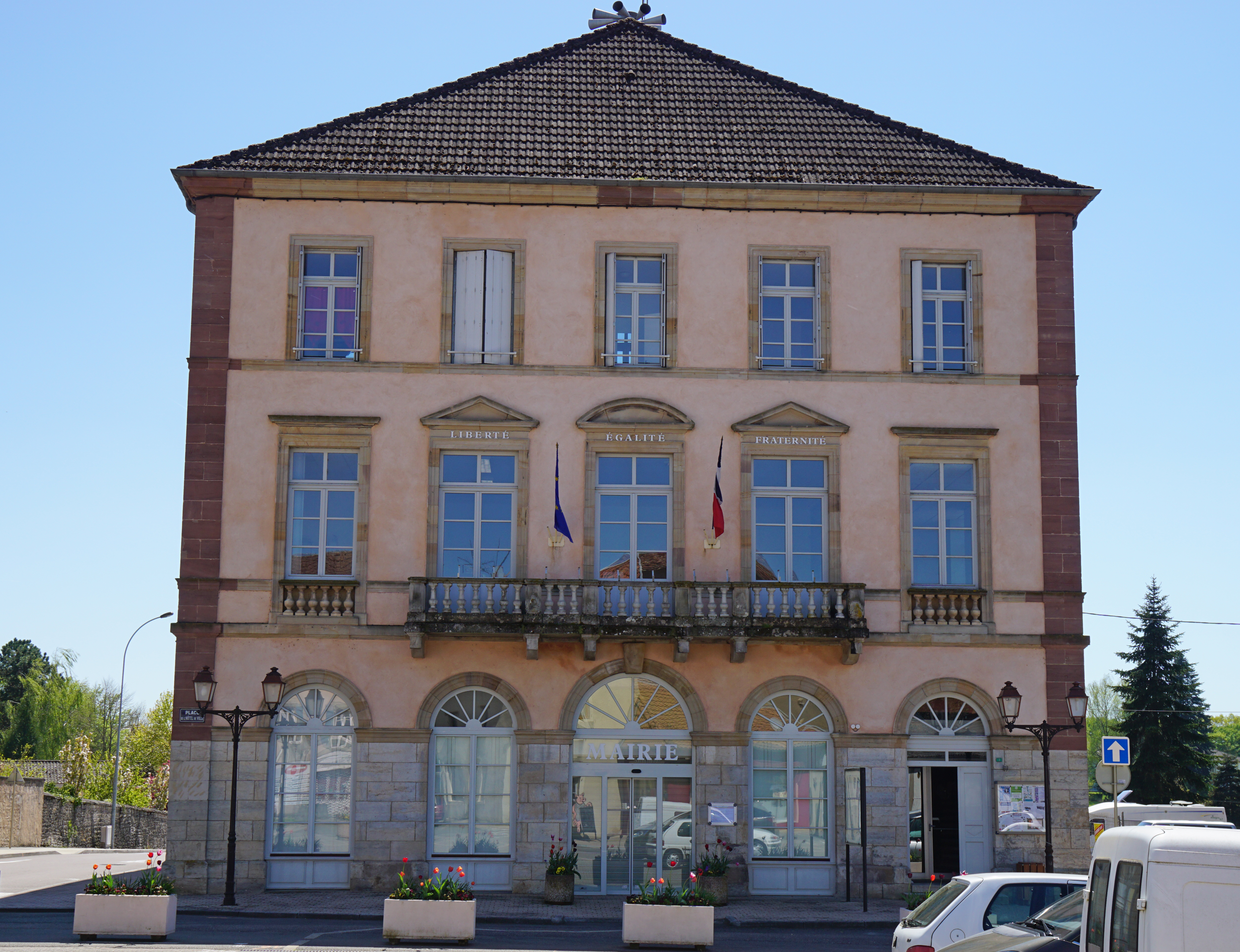
La mairie de Villersexel.

Le nombre d'habitants au dernier recensement étant compris entre 500 et 1 499, le nombre de membres du conseil municipal est de 15 ; il n'y a pas de groupe d’opposition.

### Liste des maires
| Période                                  | Période          | Identité                          | Étiquette | Qualité |
| ---------------------------------------- | ---------------- | --------------------------------- | --------- | --- |
| Les données manquantes sont à compléter. |                  |                                   |           | |
| an III                                   | An IV            | Frere Alexis                      |           | |
| an IV                                    | An VI            | Nicolas Petrement                 |           | |
| an VI                                    | An VII           | Maillet                           |           | |
| an VII                                   | 1799             | Jean-Jacques Simonin              |           | |
| 1799                                     | 1816             | Claude, Antoine Drouhot           |           | |
| 1816                                     | 1819             | Charles Félix, Ambroise Brepson   |           | |
| 1819                                     | 1822             | Jean, Etienne, Marcelin Lieffroy  |           | |
| 1822                                     | 1834             | Frédéric Truchot                  |           | |
| 1834                                     | 1836             | Louis, Joseph, Catherine Praient  |           | |
| 1836                                     | 1852             | Jean-Baptiste Perret              |           | |
| 1852                                     | 1858             | Joseph, Antoine, Frédéric Truchot |           | |
| 1858                                     | 1865             | Ferdinand De Grammont             |           | |
| 1865                                     | 1871             | Joseph Perret                     |           | |
| 1871                                     | 1878             | Jean-Baptiste Gardet              |           | |
| 1878                                     | 1884             | Charles, Abel Millot              |           | |
| 18 mai 1884                              | 14 mai 1892      | Félix, Théodule De Grammont       |           | |
| 15 mai 1892                              | 27 mars 1895     | Constant Girardey                 |           | |
| 28 mars 1895                             | 19 mai 1900      | Claude Charpin                    |           | |
| 20 mai 1900                              | 14 mai 1904      | Antoine De Grammont               |           | |
| 15 mai 1904                              | 10 novembre 1910 | François Truchot                  |           | |
| 21 décembre 1910                         | 18 mai 1912      | Aimé Langard                      |           | |
| 19 mai 1912                              | 16 décembre 1922 | Abel Malcailloz                   |           | |
| 17 décembre 1922                         | 16 mai 1945      | Georges Barbier                   |           | |
| 19 mai 1945                              | 24 octobre 1947  | François De Grammont              |           | |
| 25 octobre 1947                          | 6 mai 1953       | Louis Chevrolet                   |           | |
| 7 mai 1953                               | 5 mars 1992      | Michel Miroudot                   | RI        | Médecin Sénateur de la Haute-Saône (1968 → 1995) Conseiller général de Villersexel (1951 → 1994) Président du Conseil général (1976 → 1979) Président du SIVOM de Villersexel (1965 → 1995)                  |
| 6 mars 1992                              | 10 mars 2001     | Charles Robert                    | UDF       | Conseiller Régional |
| 11 mars 2001                             | 28 mai 2020      | Gérard Pelleteret                 | DVG       | Enseignant retraité Conseiller général puis départemental de Villersexel (2001 → ) Vice-président du Conseil départemental (2015 → ) Président de la communauté de communes du Pays de Villersexel (2014 → ) |
| 28 mai 2020                              | 5 avril 2024     | Barbara Bockstall                 | DVG       | Démissionnaire |
| 5 avril 2024                             | 9 juin 2024      | Gérard Chapuis                    |           | Maire |

### Finances locales
En 2015, les finances communales de la commune était constitué ainsi :
- total des produits de fonctionnement : 1 020 000 €, soit 649 € par habitant ;
- total des charges : 800 000 €, soit 509 € par habitant ;
- total des ressources d’investissement : 156 000 €, soit 99 € par habitant ;
- total des emplois d’investissement : 582 000 €, soit 370 € par habitant ;
- endettement : 893 000 €, soit 568 € par habitant.

Avec les taux de fiscalité suivants :
- taxe d'habitation : 9,76 % ;
- taxe foncière sur le bâti : 15,24 % ;
- taxe foncière sur les propriétés non bâties : 41,17 % ;
- taxe additionnelle à la taxe foncière sur les propriétés non bâties : 0,00 % ;
- cotisation foncière des entreprises : 0,00 %.

### Jumelages
Schönau im Schwarzwald (Allemagne), voir Schönau im Schwarzwald.

## Population et société

### Démographie
L'évolution du nombre d'habitants est connue à travers les recensements de la population effectués dans la commune depuis 1793. Pour les communes de moins de 10 000 habitants, une enquête de recensement portant sur toute la population est réalisée tous les cinq ans, les populations de référence des années intermédiaires étant quant à elles estimées par interpolation ou extrapolation. Pour la commune, le premier recensement exhaustif entrant dans le cadre du nouveau dispositif a été réalisé en 2007.

En 2022, la commune comptait 1 425 habitants, en évolution de −1,25 % par rapport à 2016 (Haute-Saône : −1,4 %, France hors Mayotte : +2,11 %).
| 1793  | 1800  | 1806  | 1821  | 1831  | 1836  | 1841  | 1846  | 1851  |
| ----- | ----- | ----- | ----- | ----- | ----- | ----- | ----- | ----- |
| 1 027 | 1 035 | 1 182 | 1 267 | 1 474 | 1 494 | 1 422 | 1 556 | 1 585 |

| 1856  | 1861  | 1866  | 1872  | 1876  | 1881  | 1886  | 1891  | 1896  |
| ----- | ----- | ----- | ----- | ----- | ----- | ----- | ----- | ----- |
| 1 309 | 1 420 | 1 530 | 1 139 | 1 200 | 1 153 | 1 182 | 1 081 | 1 055 |

| 1901  | 1906  | 1911  | 1921 | 1926 | 1931 | 1936  | 1946  | 1954  |
| ----- | ----- | ----- | ---- | ---- | ---- | ----- | ----- | ----- |
| 1 090 | 1 051 | 1 040 | 872  | 902  | 885  | 1 014 | 1 024 | 1 095 |

| 1962  | 1968  | 1975  | 1982  | 1990  | 1999  | 2006  | 2007  | 2012  |
| ----- | ----- | ----- | ----- | ----- | ----- | ----- | ----- | ----- |
| 1 124 | 1 191 | 1 326 | 1 516 | 1 460 | 1 444 | 1 423 | 1 423 | 1 456 |

| 2017  | 2022  | - | - | - | - | - | - | - |
| ----- | ----- | - | - | - | - | - | - | - |
| 1 441 | 1 425 | - | - | - | - | - | - | - |

### Enseignement
De manière générale, Villersexel dépend de l'académie de Besançon, la commune comte plusieurs établissements scolaires :
- collège Louis-Pergaud ;
- lycée privé Notre-Dame-de-la-Compassion ;
- école élémentaire publique Chantereine ;
- maternelle publique ;
- groupe scolaire de la Compassion.

Pour les niveaux de scolarisation des lycéens, le lycée G-Colomb de Lure est privilégié. En ce qui concerne les études supérieures, les établissements les plus proches sont situés dans l'aire urbaine de Belfort-Montbéliard et à Vesoul.

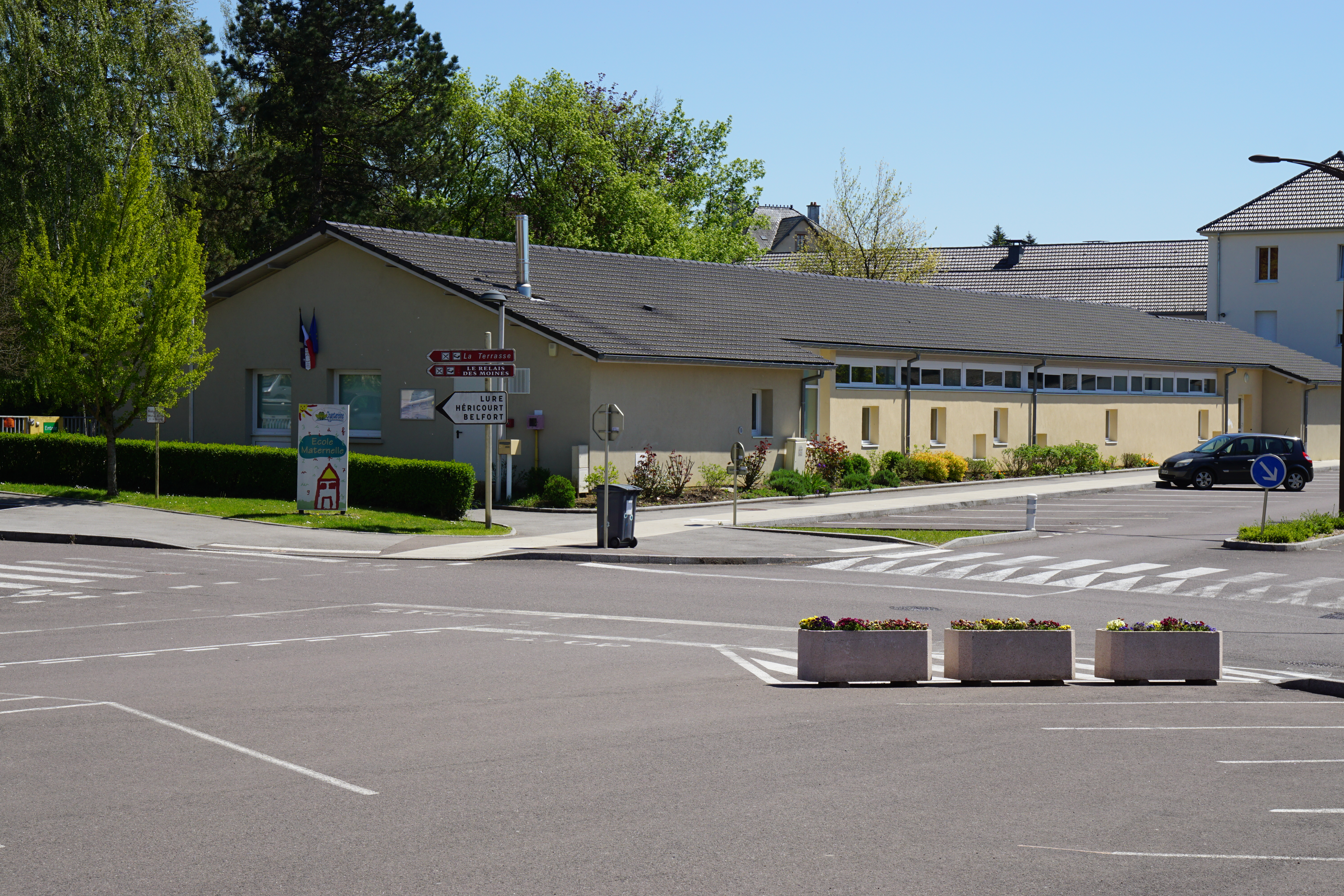
La maternelle.
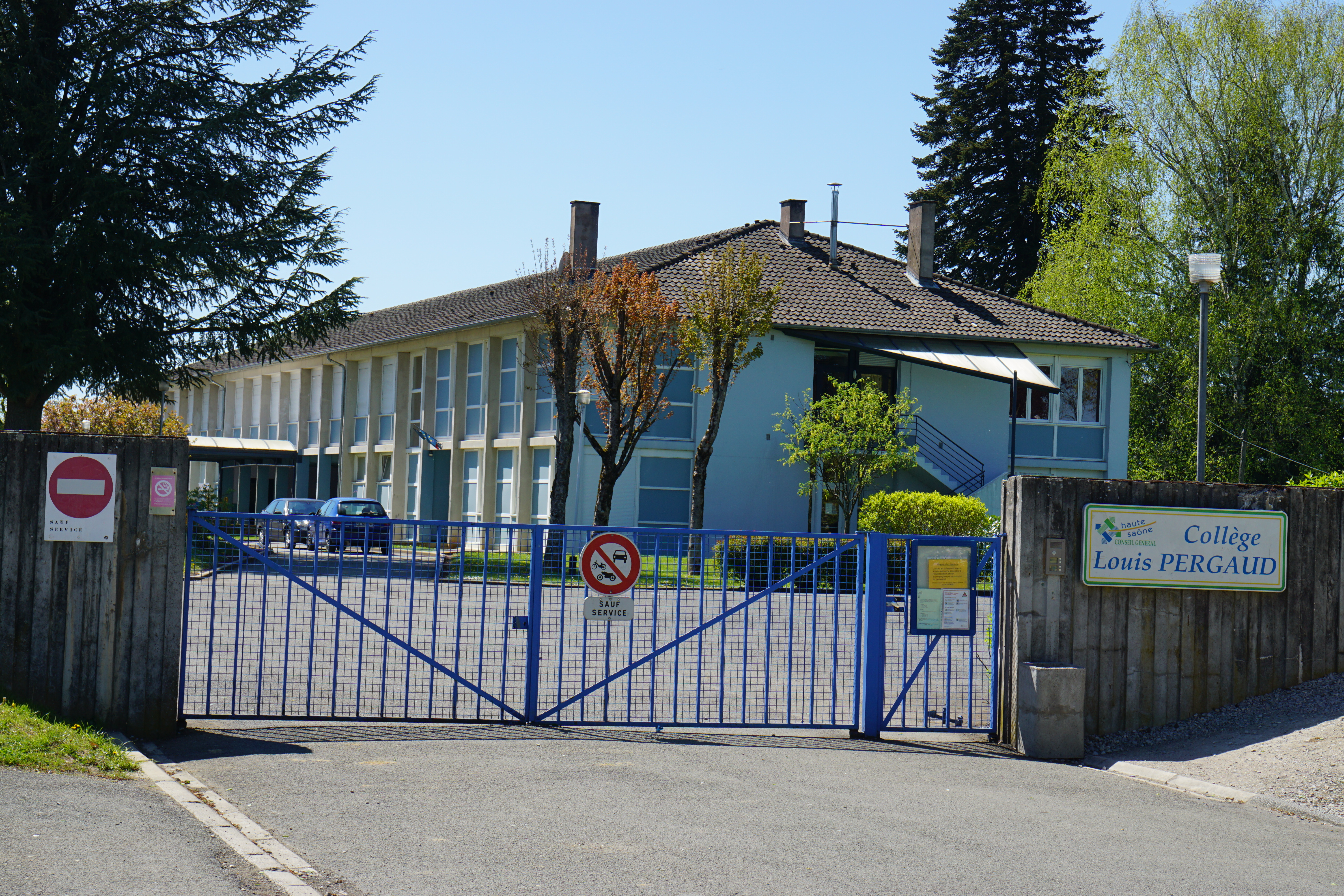
Le collège Louis-Pergaud.
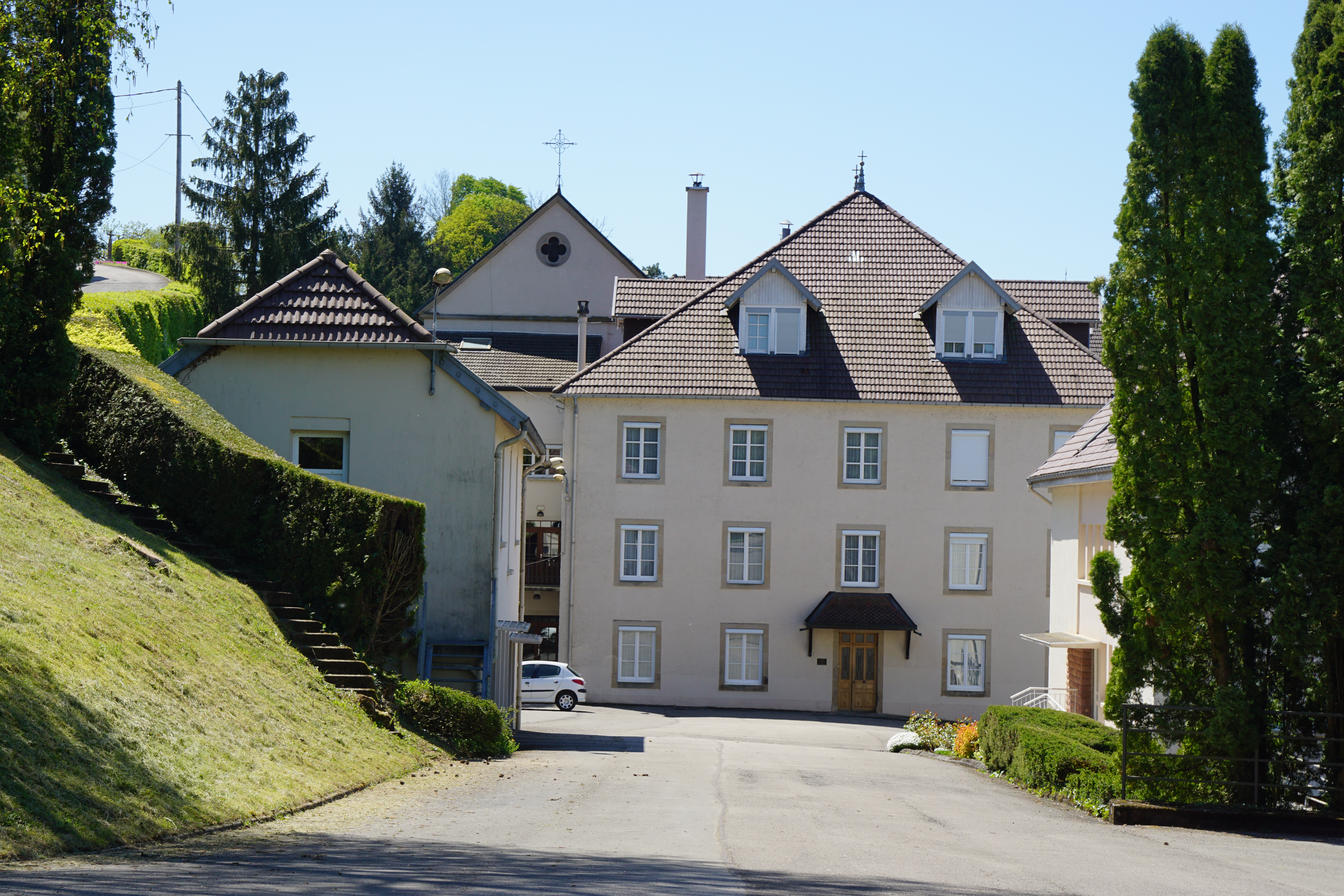
Notre-Dame-de-la-Compassion.
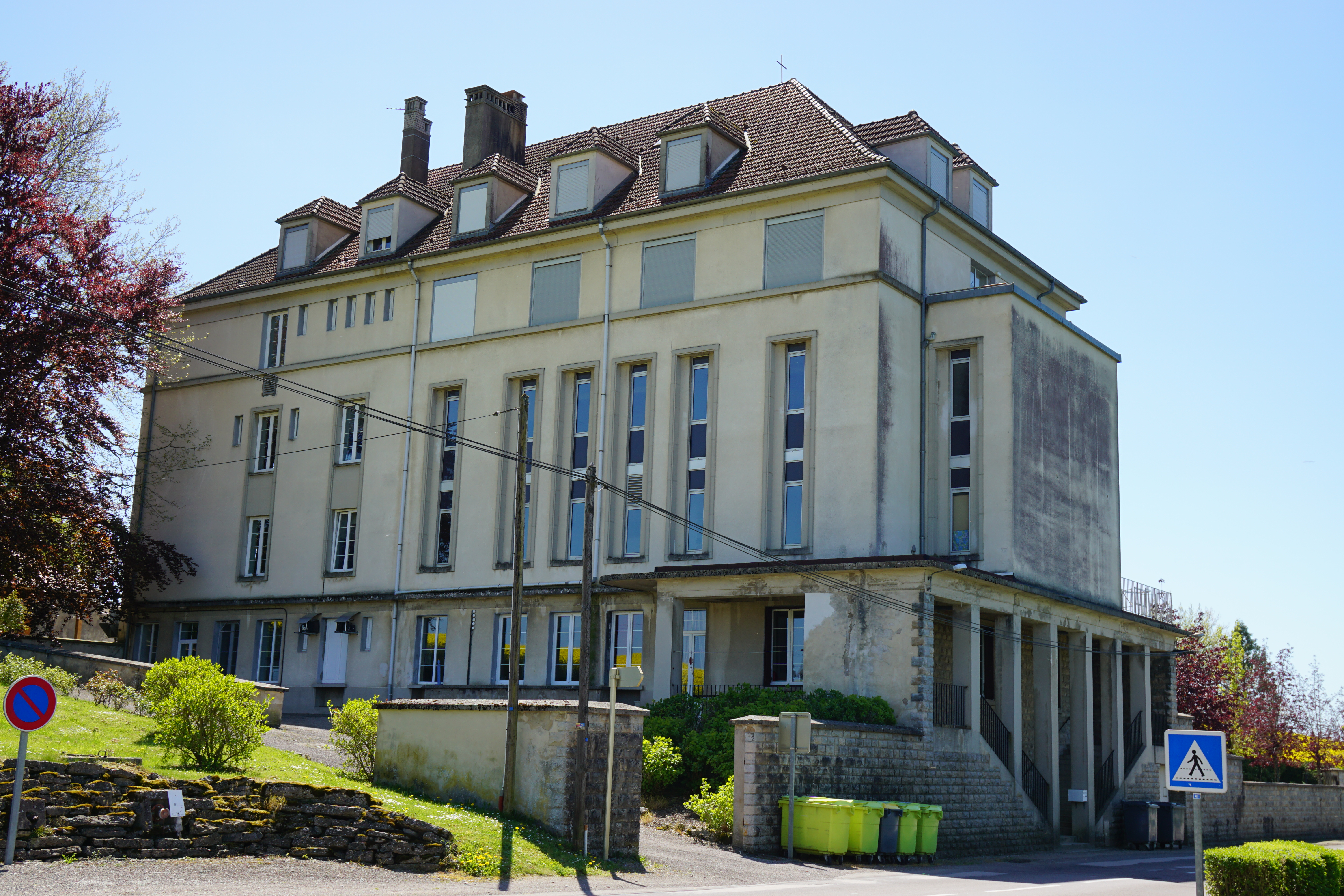
Groupe scolaire de la Compassion.

### Santé
La commune dispose de deux EHPAD : la fondation de Grammont et la maison de retraite Griboulard. Concernant les services hospitaliers, l'hôpital le plus proche de Villersexel est celui de Lure, mais il est de plus en plus désinvesti par les services publics au profit de celui de Vesoul, principal site du Groupe hospitalier de la Haute-Saône. Il existe aussi l'hôpital Nord Franche-Comté, implanté à mi-chemin entre Belfort et Montbéliard, à Trévenans.
Villersexel accueille également plusieurs professionnels de la santé : médecins généralistes et pharmacies.

### Services et équipements publics
Les services publics comprennent une bibliothèque, un bureau de poste, une maison des services, une brigade de proximité de gendarmerie, une salle des fêtes et une caserne de pompiers.

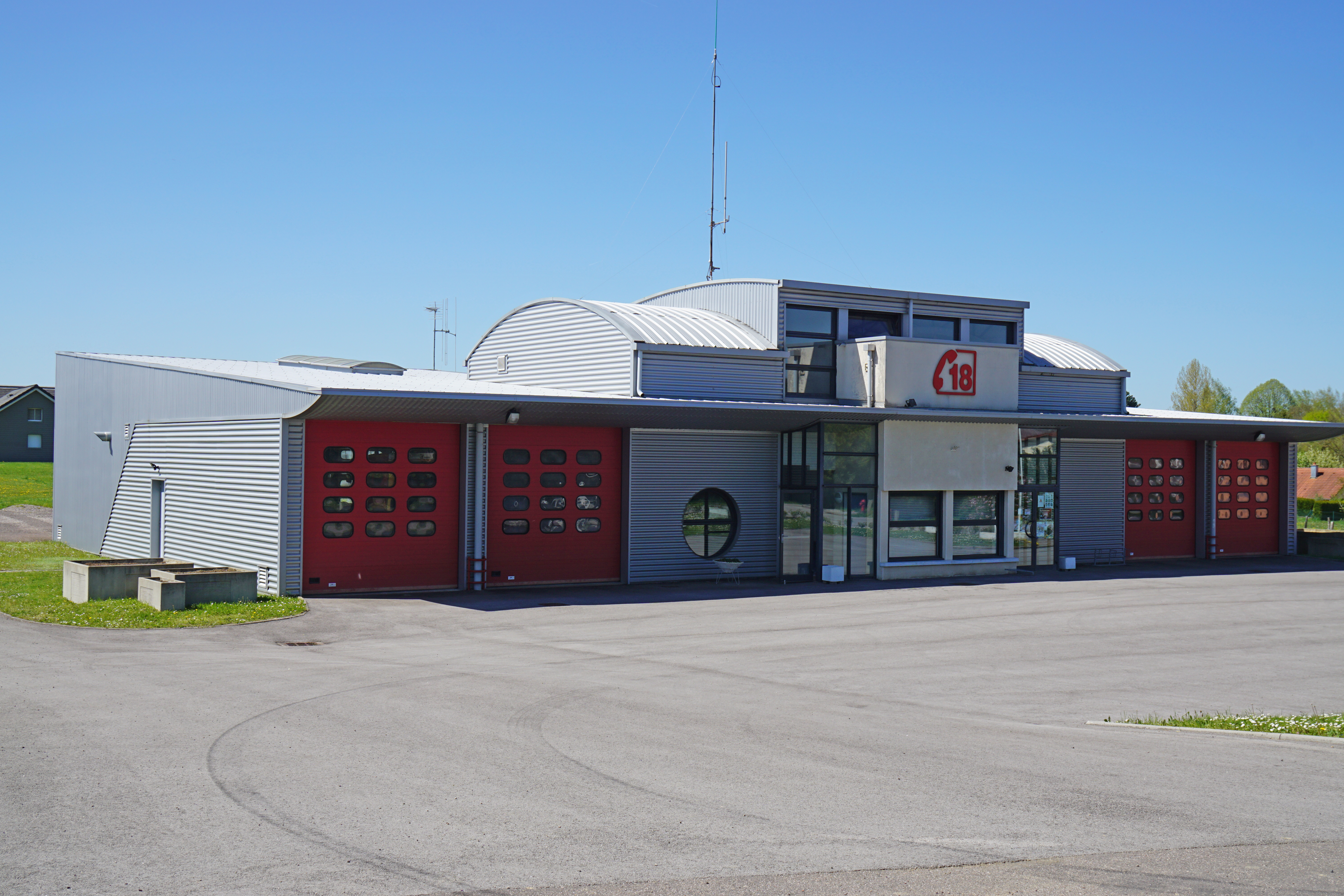
La caserne des pompiers.
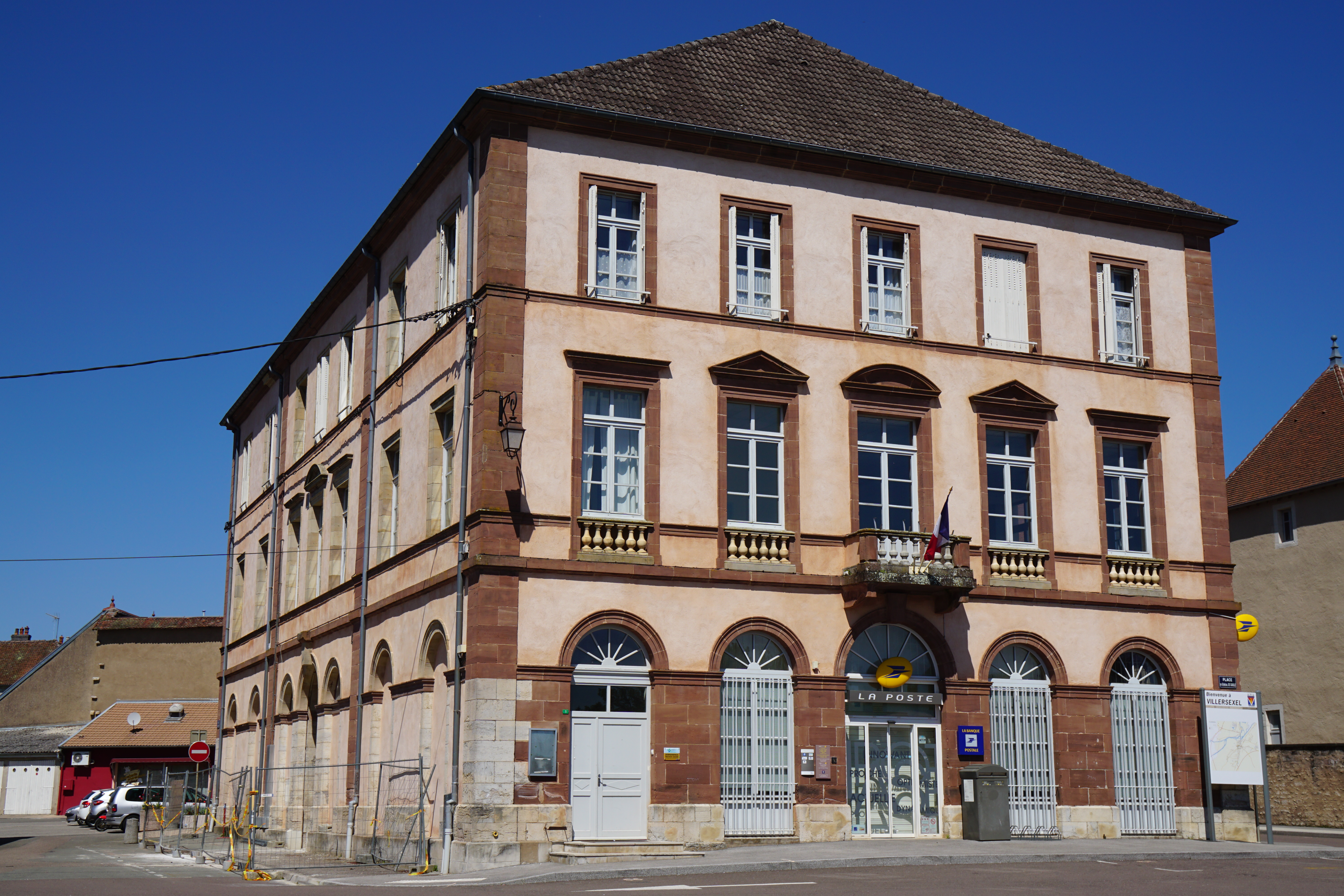
Le bureau de poste.

Les autres services publics sont disponibles à Lure, où l'on trouve notamment les services sociaux locaux du Conseil départemental et une de ses antennes techniques routières, Pôle emploi, EDF, les services fiscaux et cadastraux, une brigade territoriale de gendarmerie et un tribunal d'instance.

### Instances administratives et judiciaires
La commune de Villersexel dépend du tribunal de grande instance de Vesoul, du tribunal d'instance de Lure, du tribunal de commerce de Vesoul, du tribunal paritaire des baux ruraux de Lure, du tribunal des affaires de Sécurité sociale du Territoire de Belfort, du conseil de prud'hommes de Lure et de la cour d'assises de Vesoul. De plus, le village est dépendant du tribunal administratif et de la cour d'appel de Besançon ainsi que de la cour administrative d'appel de Nancy,.

### Sport et loisirs
Le PAN est une base nautique installée sur l'Ognon permettant la location de canoë-kayak. La commune dispose de deux terrains de football (l'un en gazon et l'autre stabilisé), d'un gymnase, d'un mur d'escalade, d'un centre équestre avec manège, d'un plateau d'EPS, d'un court de tennis, d'un circuit de randonnée et de deux terrains de pétanque.
La JS Villersexel était un grand club de handball des années 1980, qui a notamment évolué en 1ere division nationale.

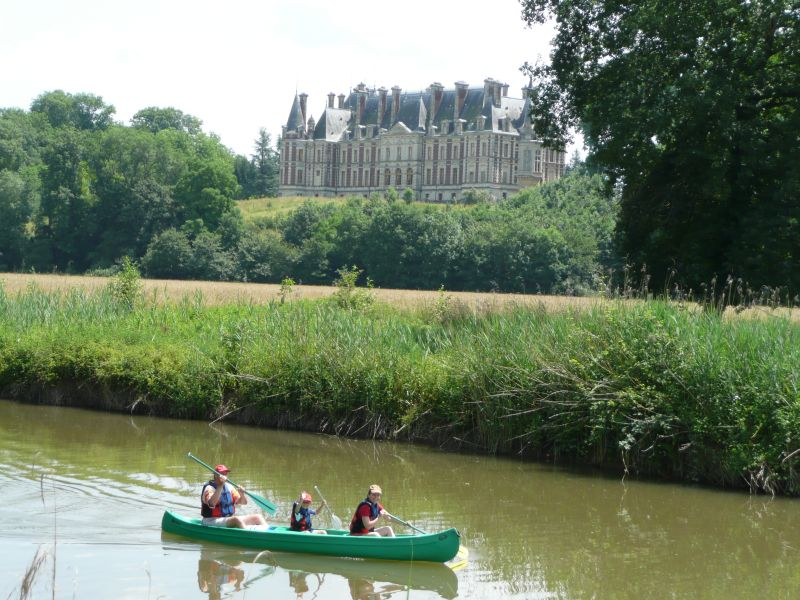
Canoë avec le PAN sur l'Ognon en direction de Bonal.
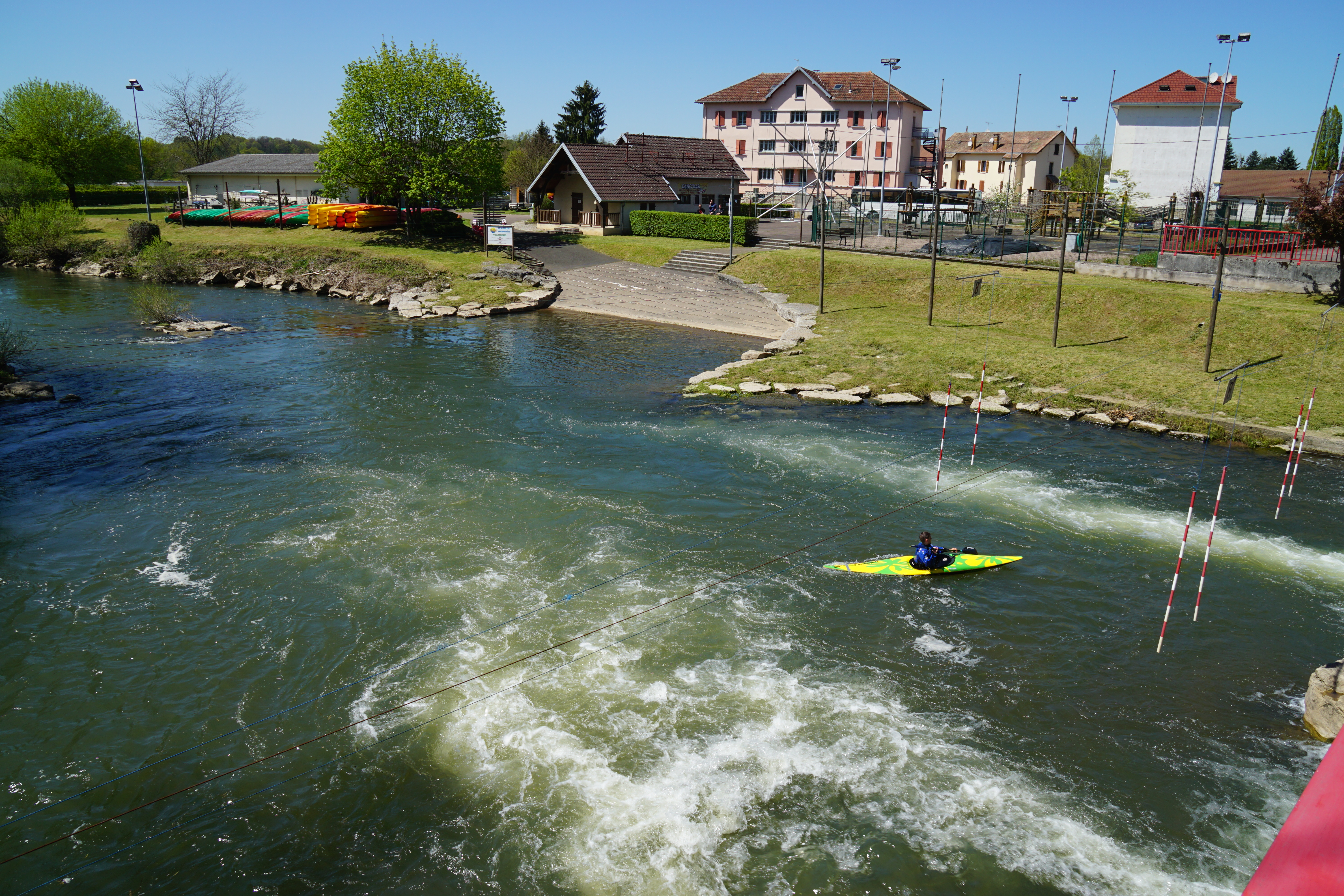
La base nautique.
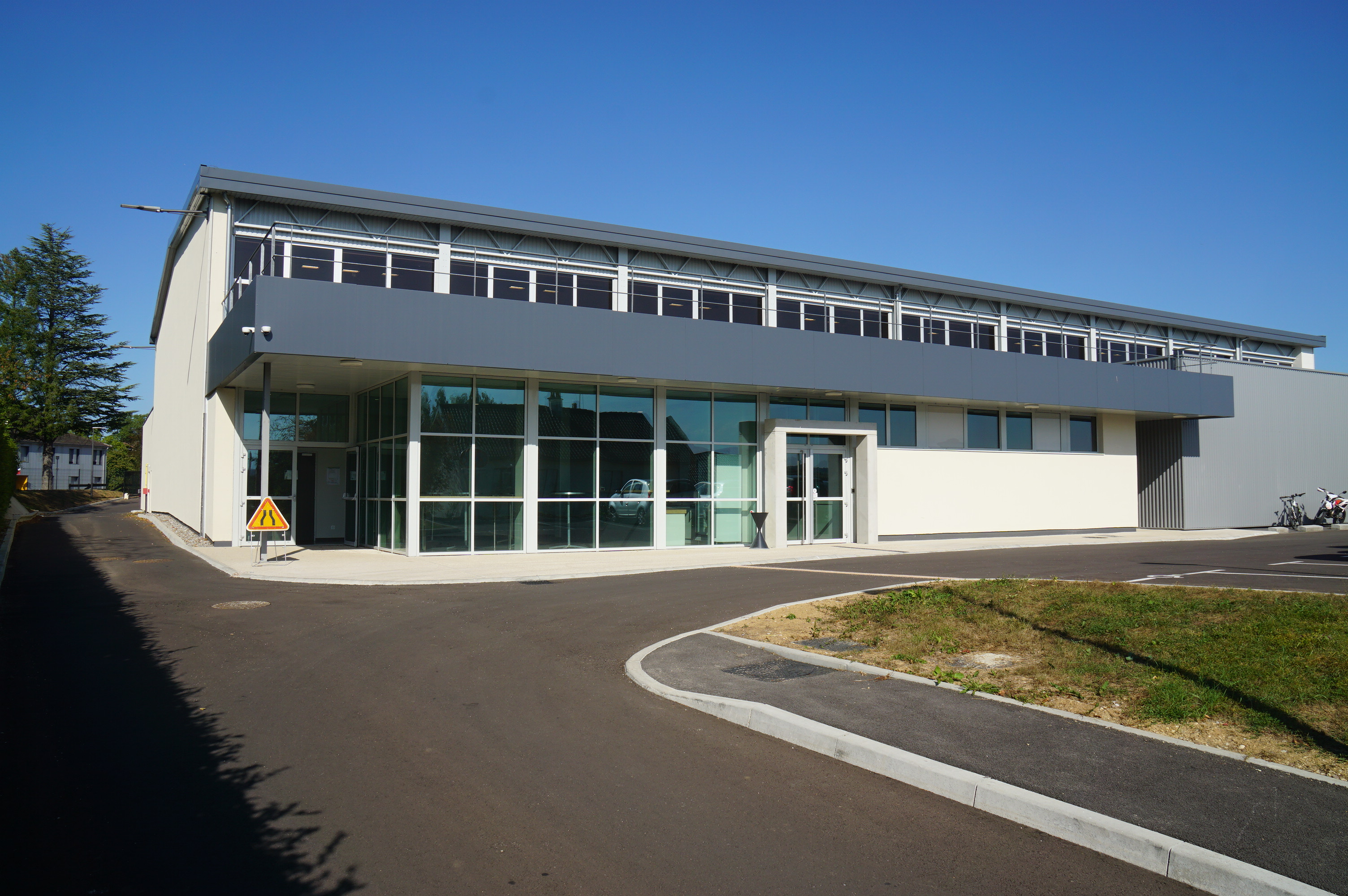
Le gymnase.
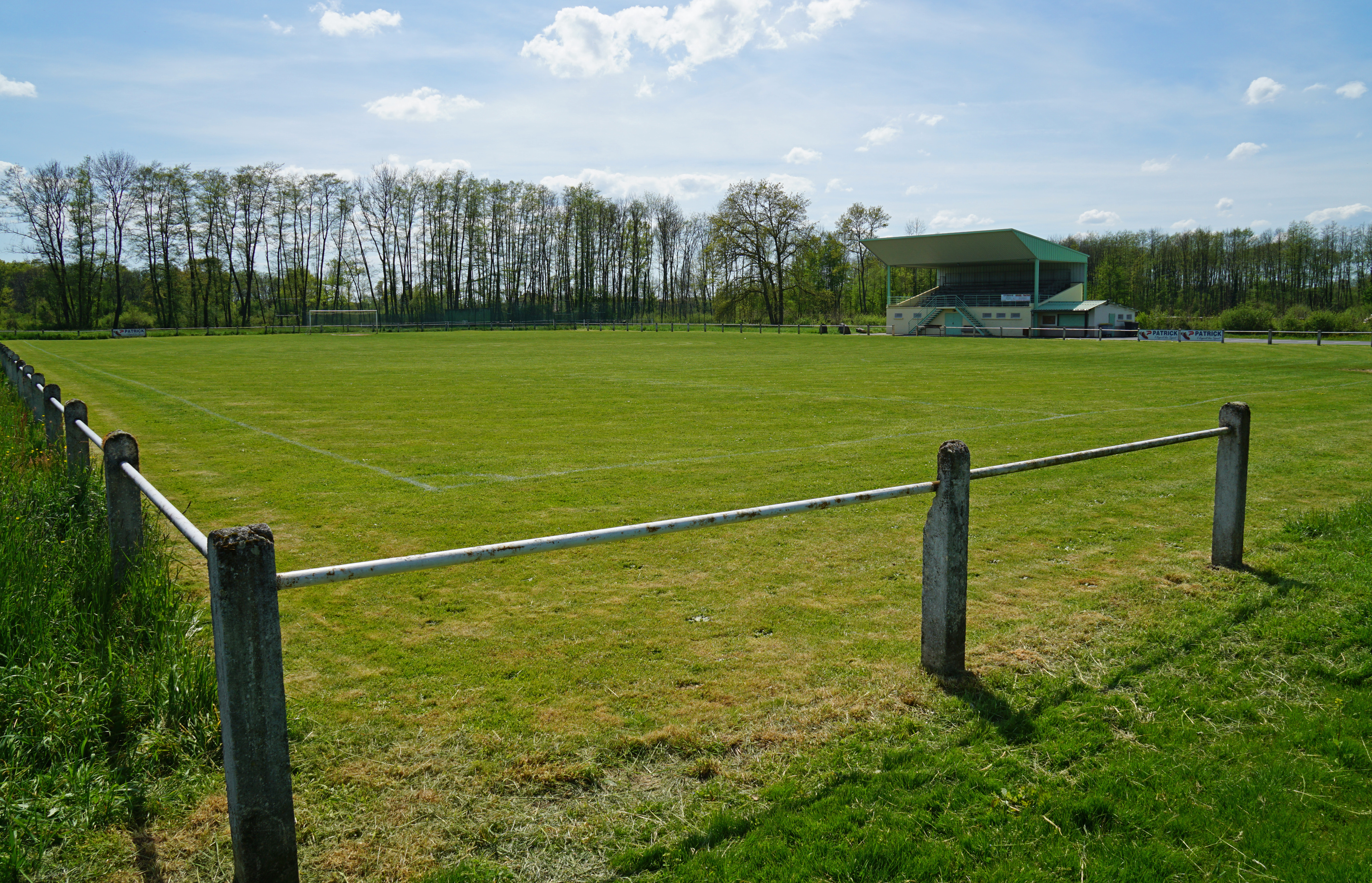
Le stade de football principal.

### Médias
La presse écrite est représentée par le quotidien régional L'Est républicain ainsi que par le journal hebdomadaire Les Affiches de la Haute-Saône. La ville est couverte par les programmes de France 3 Franche-Comté.

### Cultes
Villersexel est le chef-lieu d'une unité pastorale, faisant partie du doyenné de Lure, qui dépend de l'archidiocèse de Besançon. La commune dispose d'une église.

L'église de Villersexel.
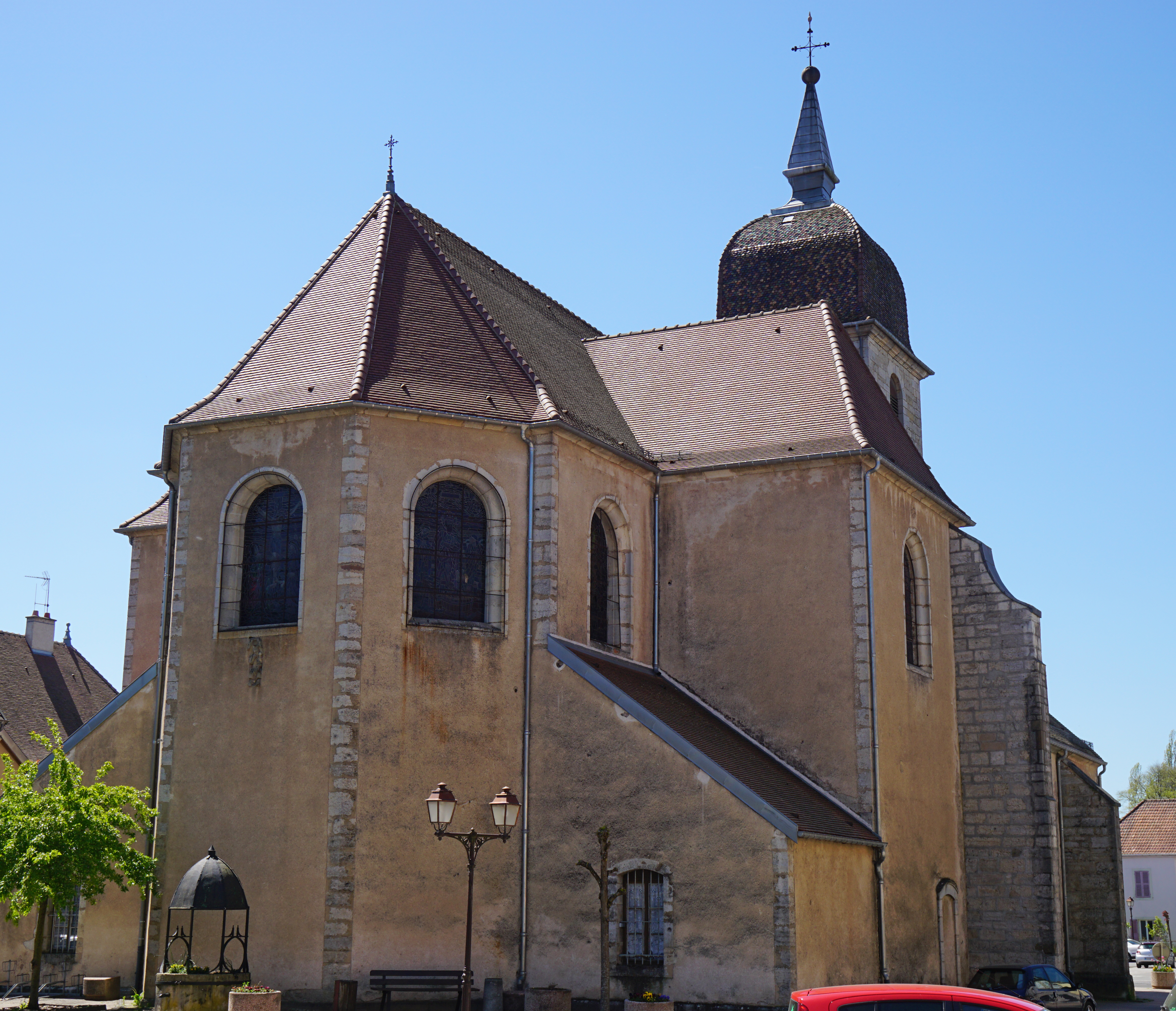
Vue arrière.
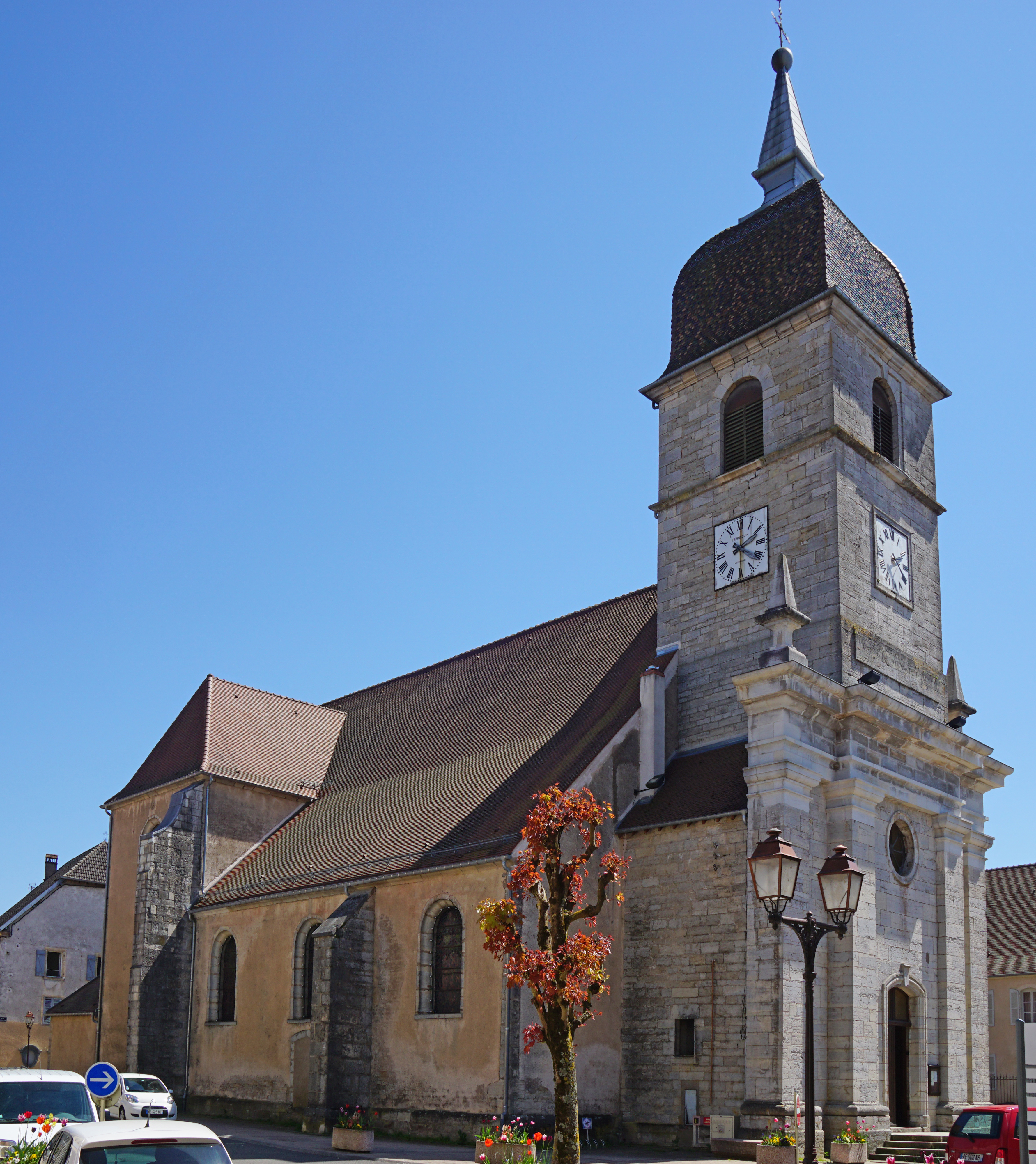
Vue de côté.
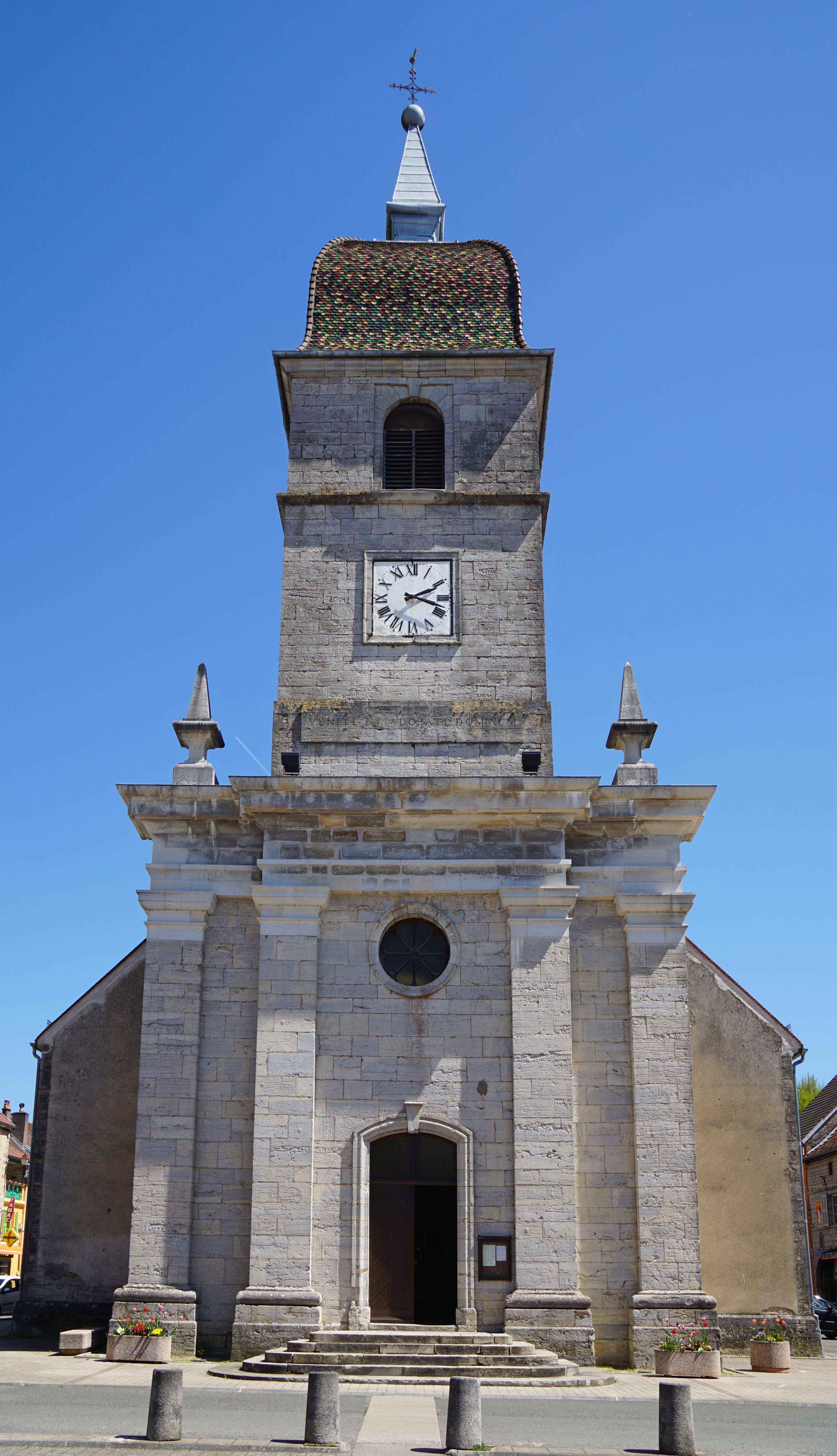
Vue de face.
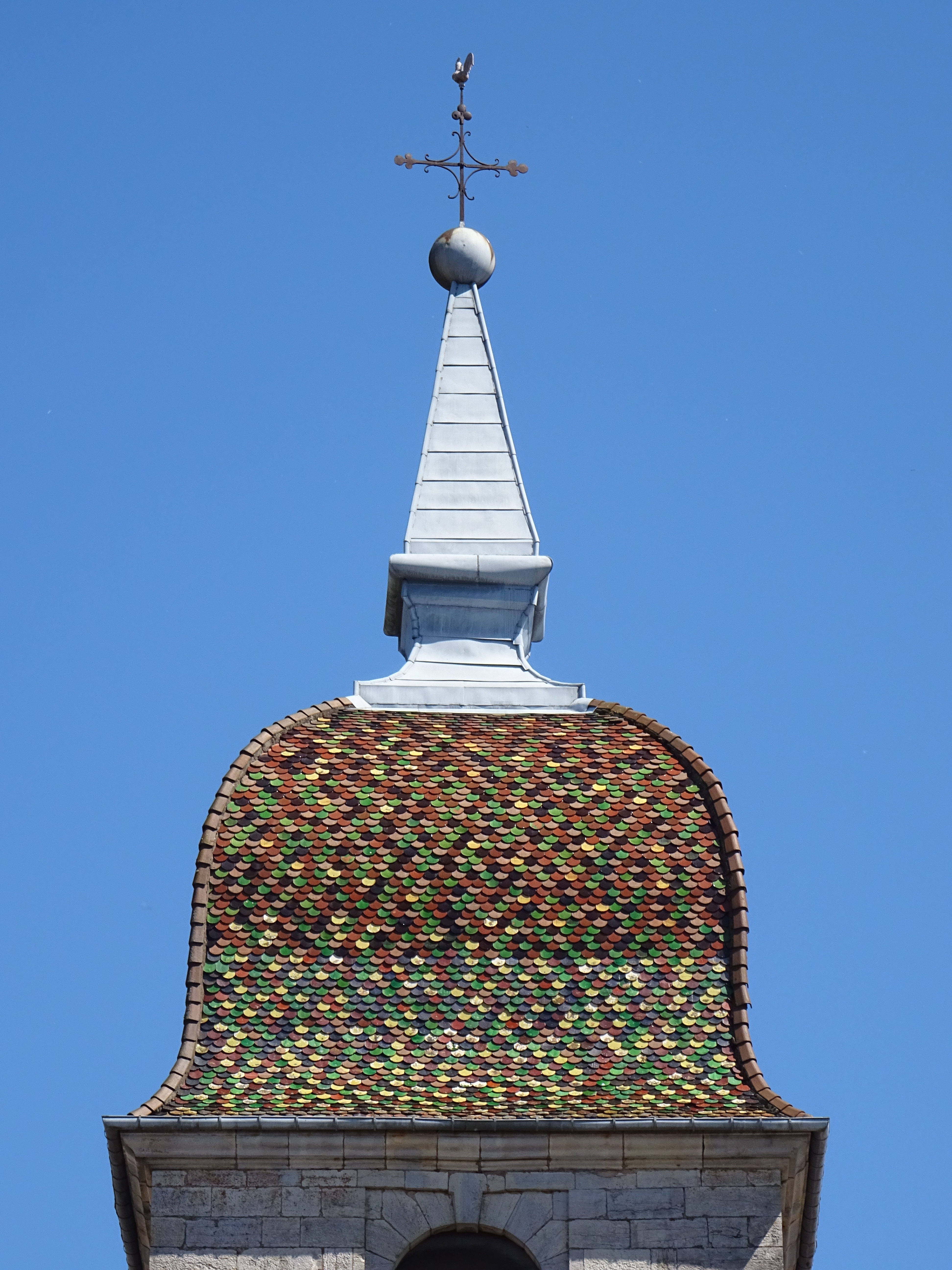
Clocher.
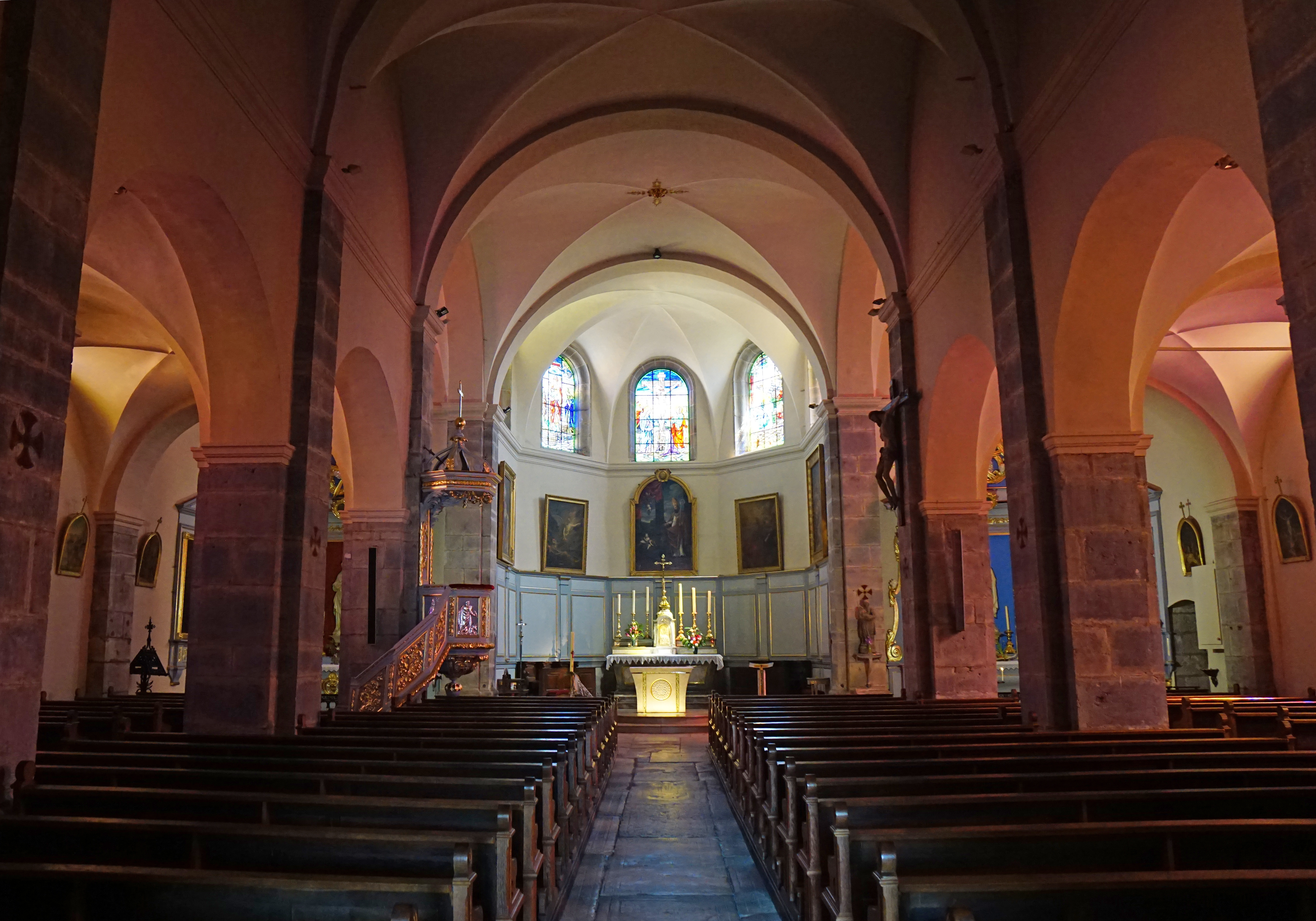
Intérieur.

## Économie

### Revenus de la population et fiscalité
En 2016, la commune compte 584 foyers fiscaux et le revenu fiscal médian par ménage était alors de 18 431 € en dessous de la moyenne départementale de 19 747 €.

### Emploi
En 2016, la population âgée de 15 à 64 ans s'élevait à 788 personnes, parmi lesquelles on comptait 73,6 % d'actifs dont 61,0 % ayant un emploi et 12,6 % de chômeurs contre 11,6 % en 2011.
On comptait 957 emplois dans la zone d'emploi, contre 1 041 en 2011. Le nombre d'actifs ayant un emploi résidant dans la zone d'emploi étant de 492, l'indicateur de concentration d'emploi est de 194,6.
Le taux d'activité parmi les 15 ans ou plus a atteint 47,3 % en 2016.

### Entreprises et secteurs d'activité
Au 31 décembre 2015, Villersexel comptait 167 établissements dont 5 dans l'agriculture, 10 dans l'industrie, 16 dans la construction, 97 dans le commerce-transports-services divers dont 35 dans la réparation automobile et 39 relatifs au secteur administratif. En 2018, 5 entreprises ont été créées à Villersexel dont 3 sous le régime auto-entrepreneur.
L'agriculture communale est dominée par le polyélevage tandis que les alentours sont davantage orientés vers l'élevage bovin pour la production de lait de vache.

## Culture locale et patrimoine

Localisation des monuments historiques et des édifices remarquables de Villersexel :
: château de Villersexel ;
: église Saint-Nicolas ;
: hôpital de Grammont ;
: ermitage Notre-Dame-de-Compassion ;
: maison rue François-de-Grammont ;
: presbytère ;
: office de tourisme.

### Patrimoine architectural
- Le château de Villersexel, situé au cœur de la commune, a été construit sur une courte période de temps vers 1871 dans le style architectural Louis XIII[49] ;
- l'église Saint-Nicolas (reconstruite de 1755 à 1758, façade et clocher comtois élevés en 1780) ;
- le presbytère de Villersexel (1753)[50] ;
- l'ermitage Notre-Dame-de-Compassion ;
- l'hôpital de Grammont (1753)[51] ;
- la maison, 153 rue François-de-Grammont[52].

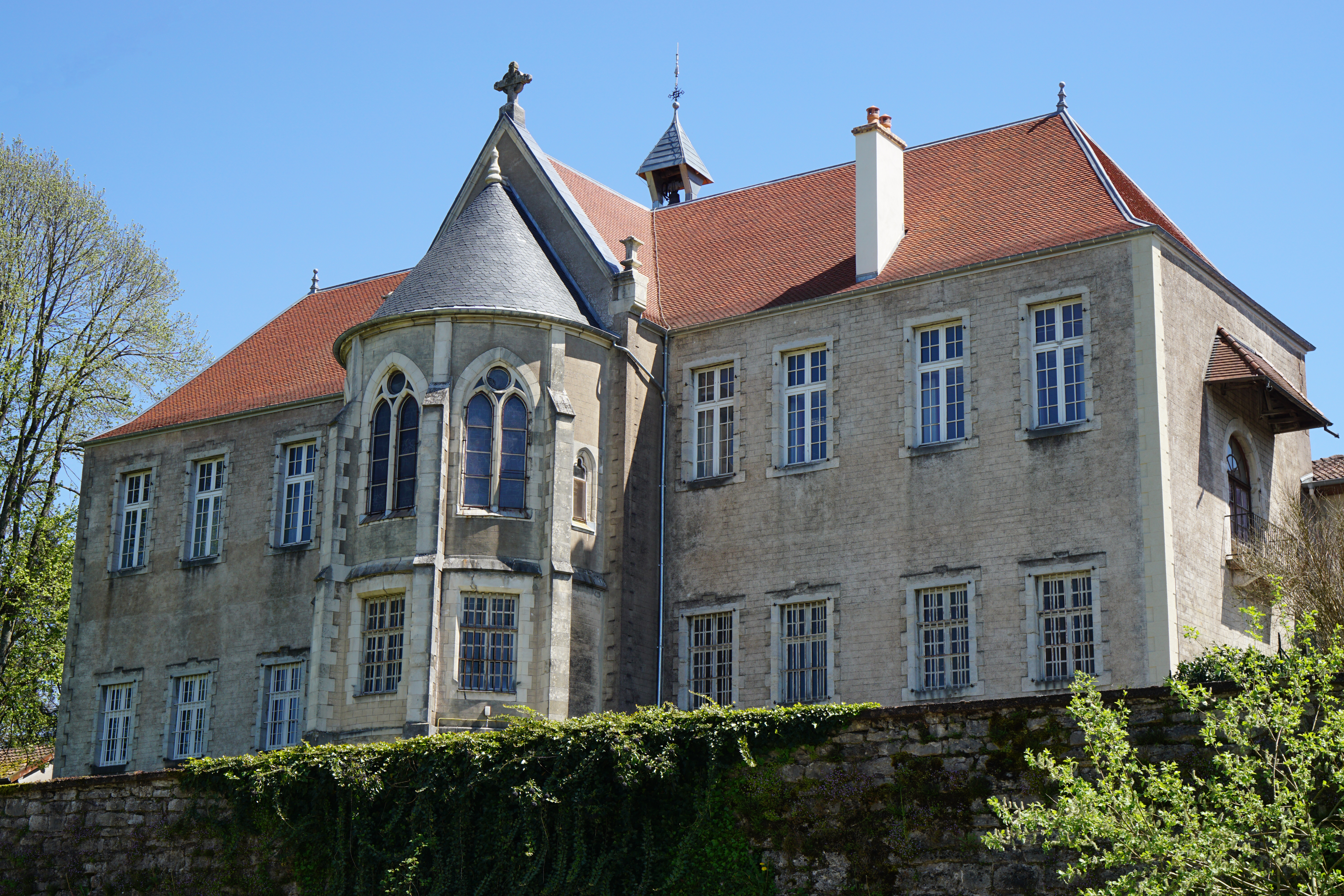
L'hôpital de Grammont.
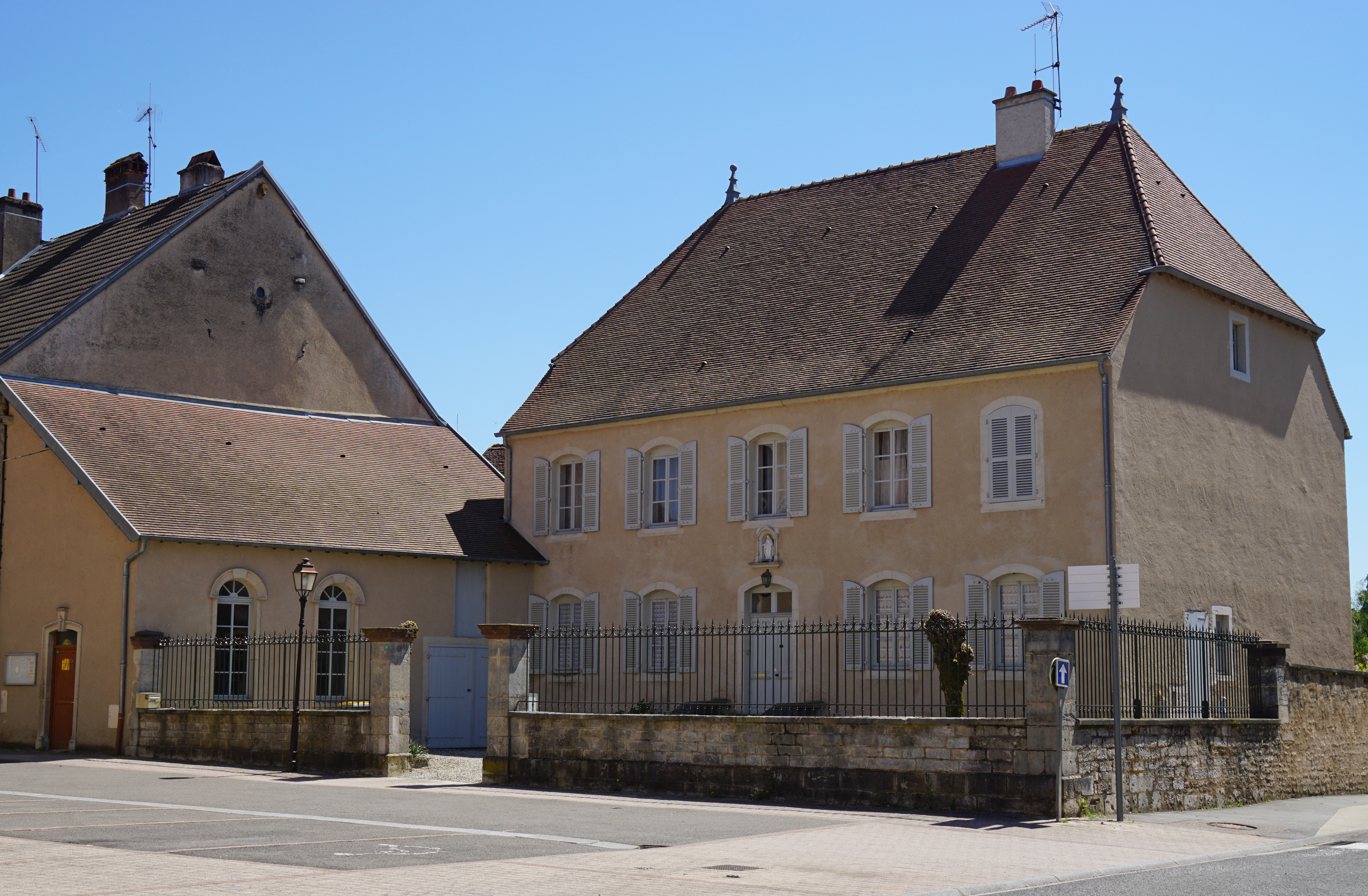
Le presbytère.
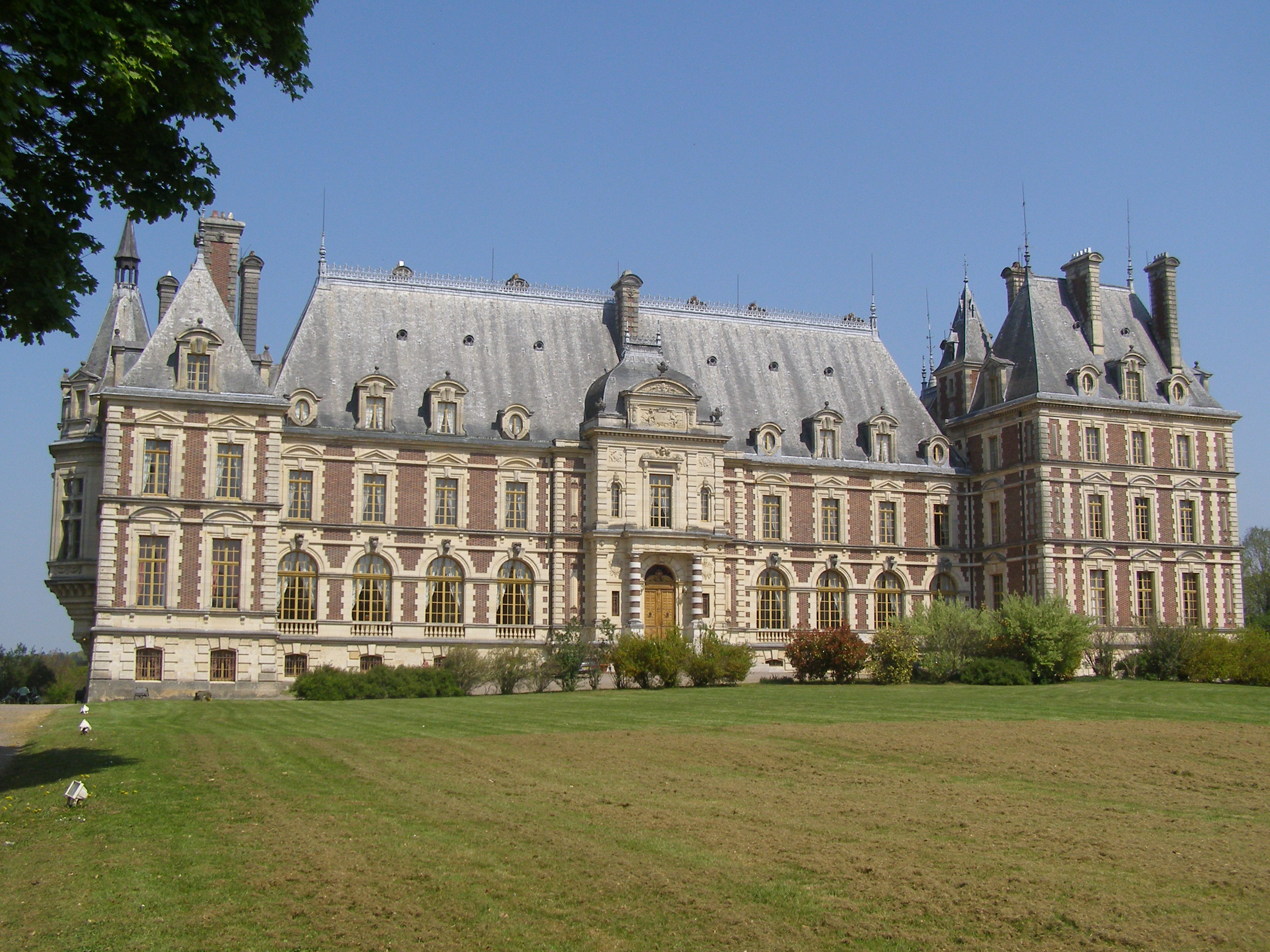
Le château.
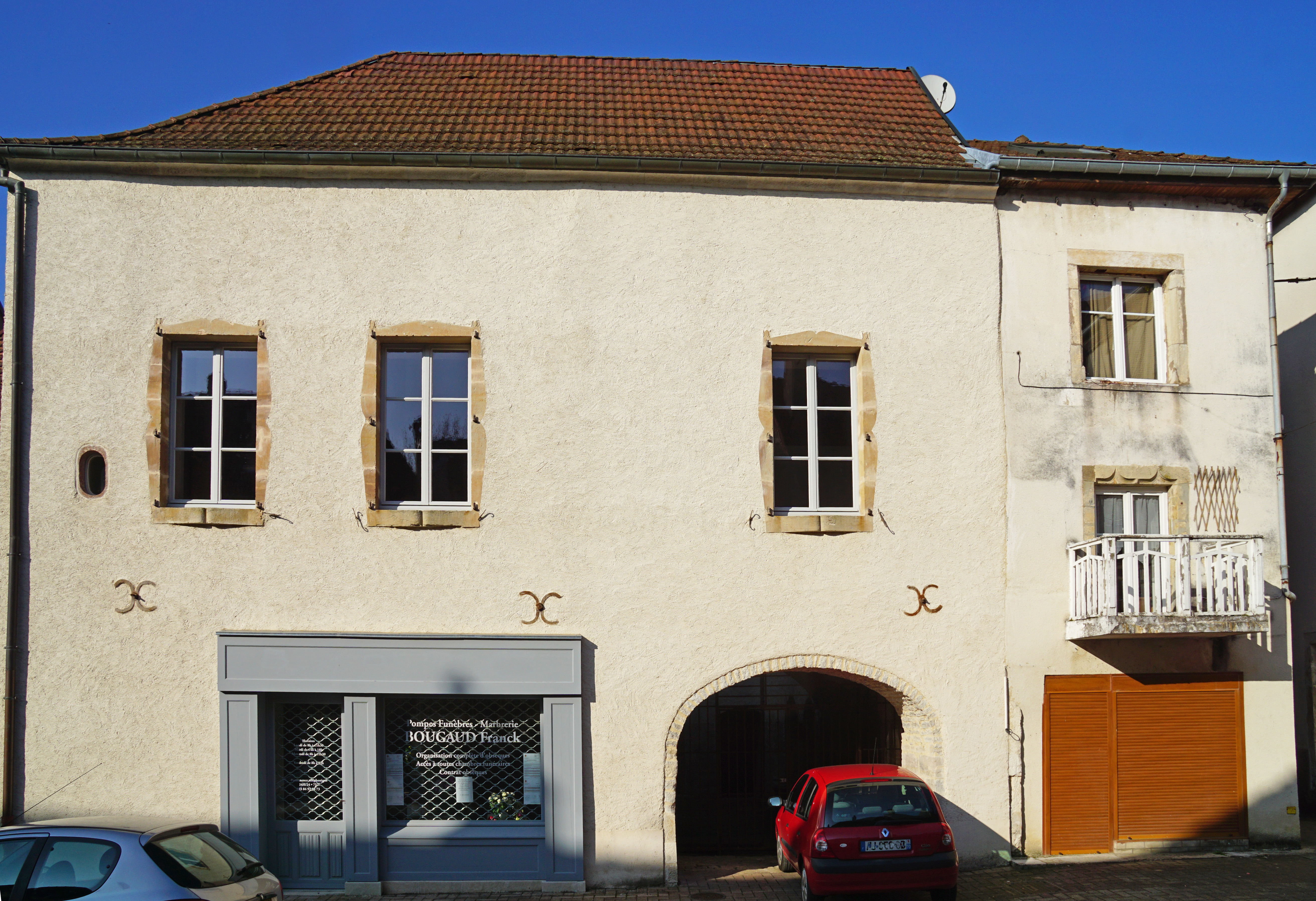
Maison, rue François-de-Grammont.

### Monuments commémoratifs
Divers monuments commémoratifs sont présents sur la commune. Le monument aux morts principal est situé dans le centre-ville, il est construit en 1874 pour rendre hommage aux soldats français morts de la bataille de Villersexel. Des prolongements sont ajoutés des deux côtés, l'un pour la Première Guerre mondiale, l'autre pour la Seconde Guerre mondiale.
Dans le cimetière de la ville se trouve un carré militaire, un monument aux morts de la guerre de 1870 en forme de croix ainsi qu'une tombe commune et des tombes individuelles de soldats allemands morts lors de cette guerre. Enfin, en périphérie du bourg, se trouve le « monument des cosaques » qui rend hommage aux soldats de l'Armée de l'Est tués lors de la bataille de Villersexel. Il est construit en 1893, inauguré le 15 novembre 1896 (en même temps que le monument du centre) et déplacé en 2006 lors de la construction de la LGV Rhin-Rhône.

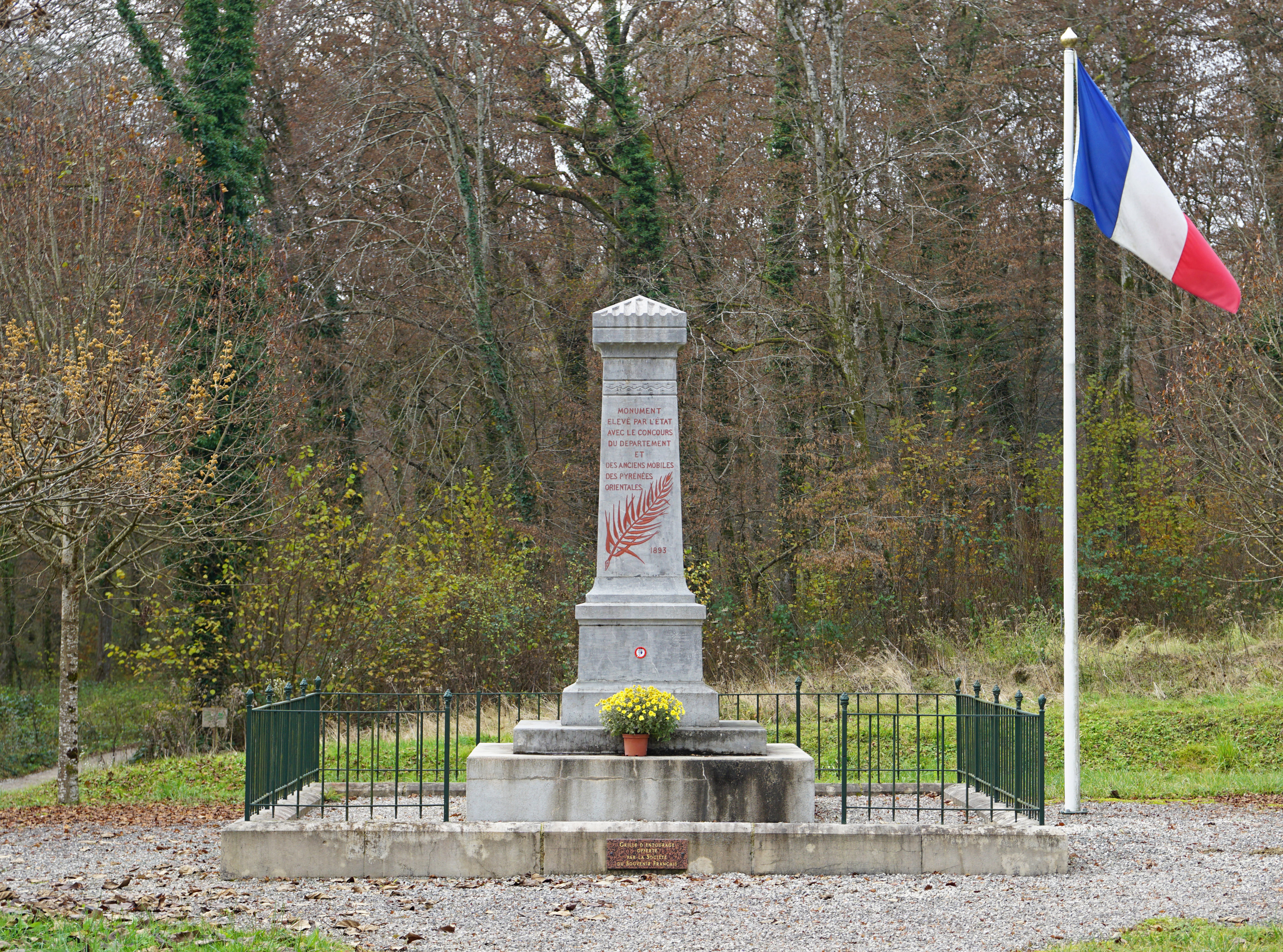
Le monument des cosaques.
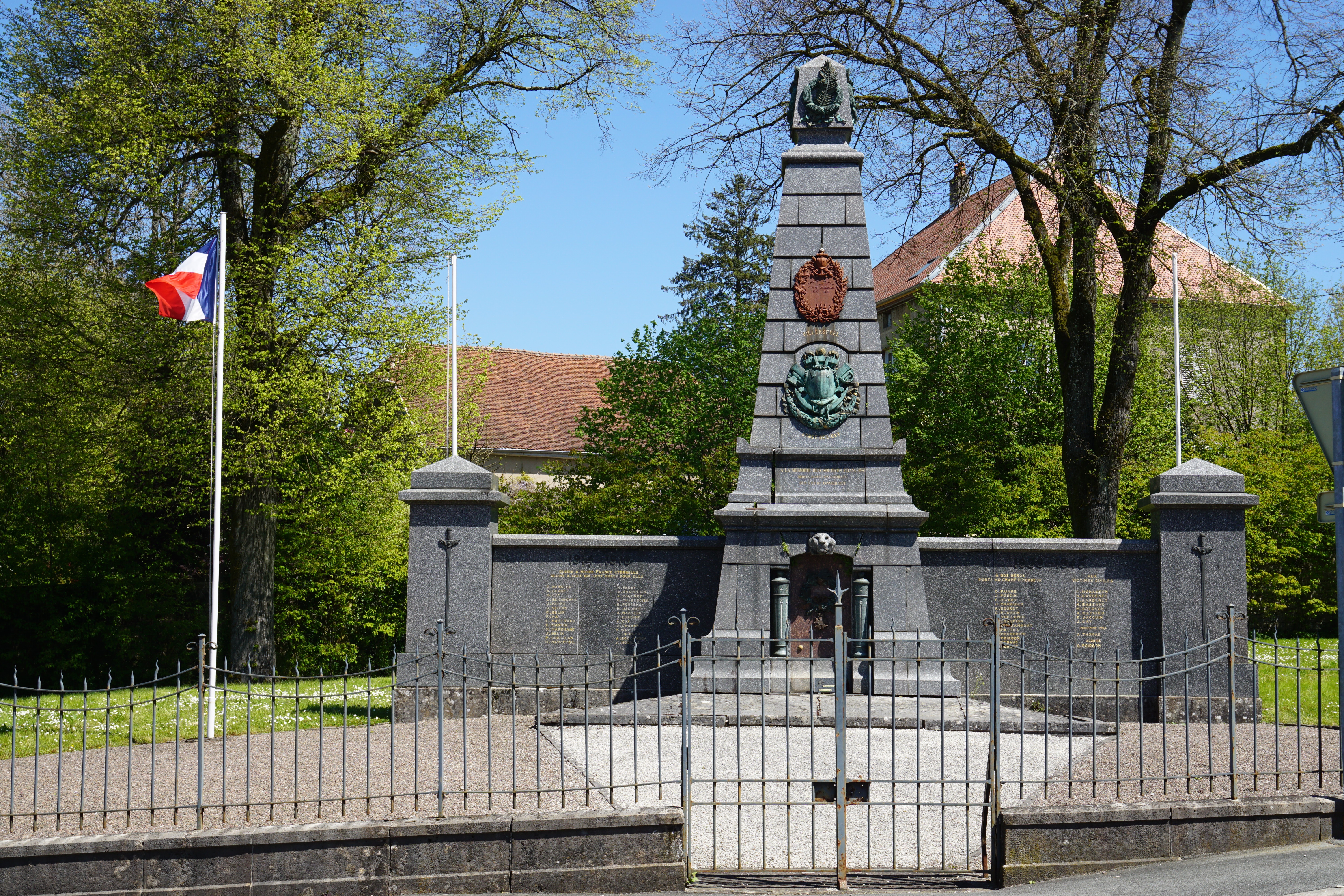
Le monument aux morts principal.
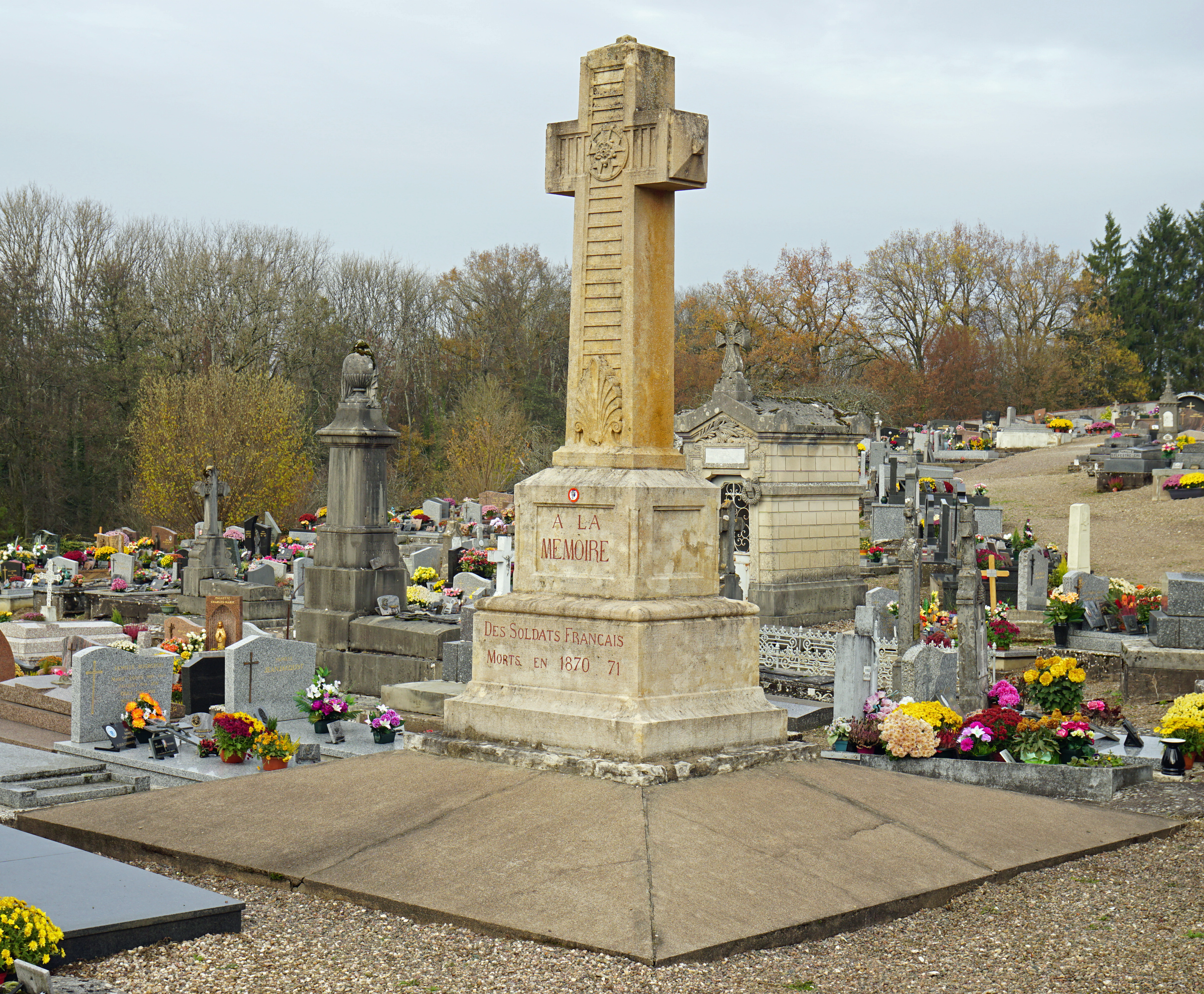
Le monument aux morts de la guerre de 1870 en forme de croix.
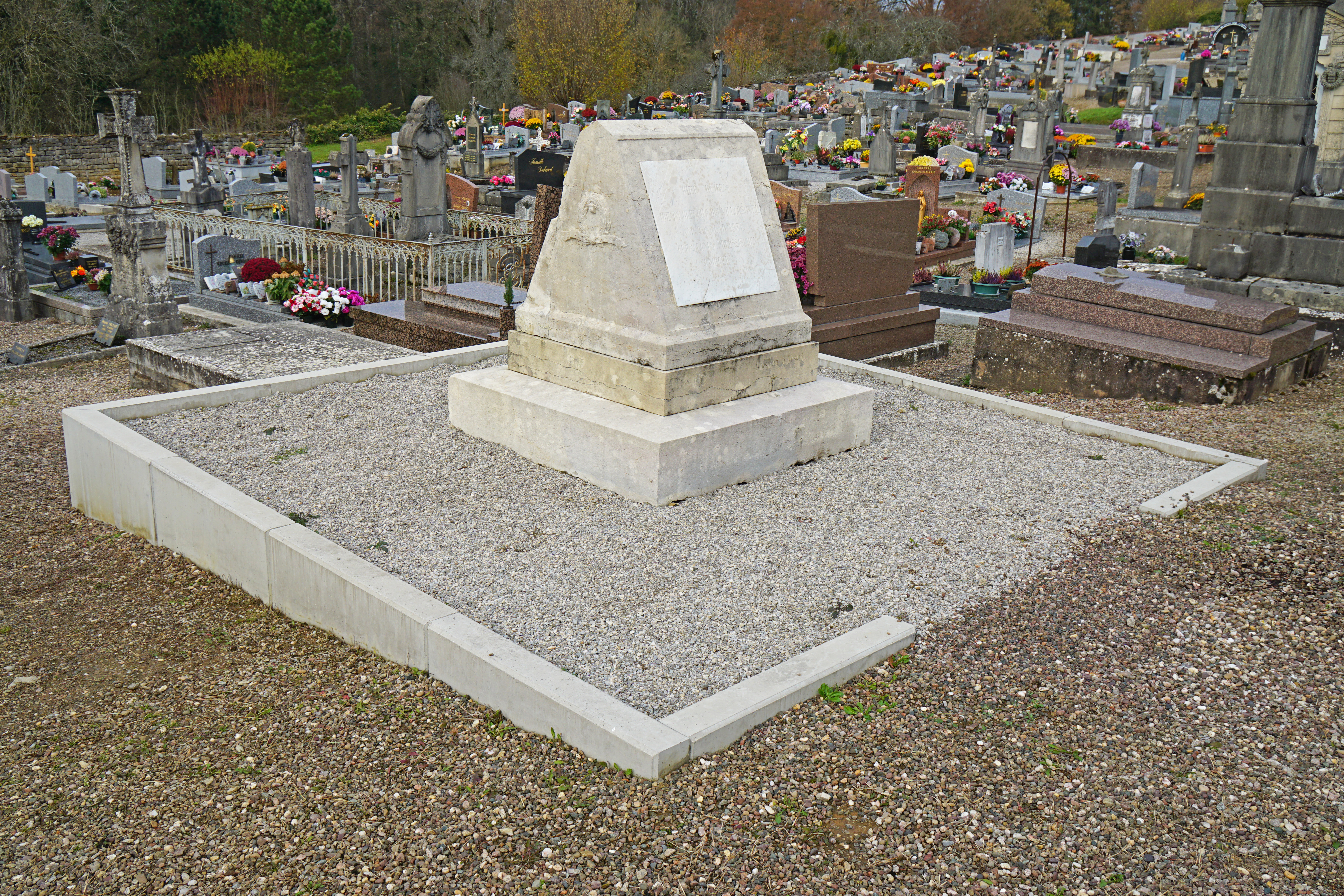
La tombe commune des soldats allemands.

### Équipements culturels

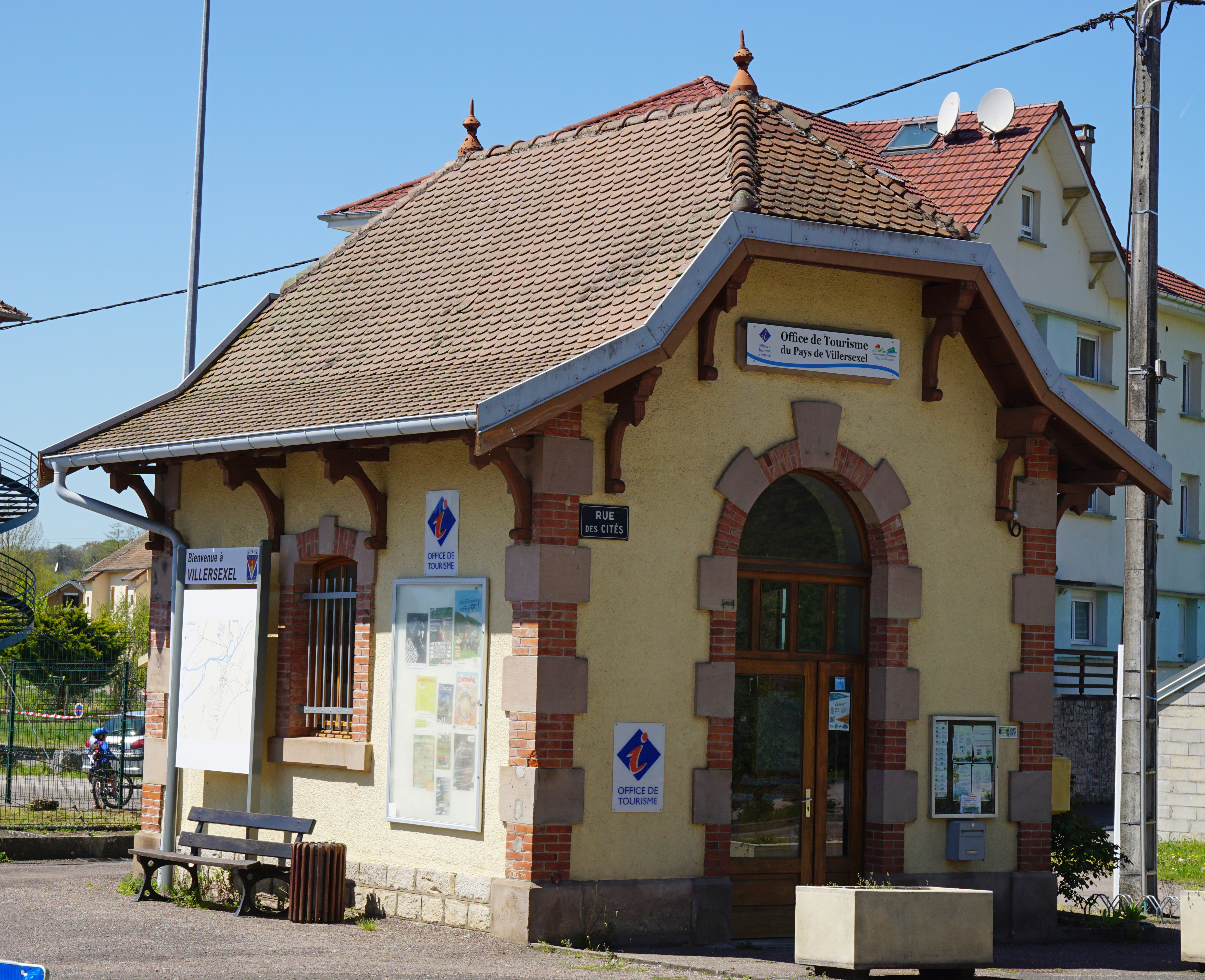
L'office de tourisme.

La commune accueille l'office de tourisme intercommunal de la communauté de communes du Pays de Villersexel, près du pont sur l'Ognon.

### Patrimoine naturel

ZNIEFF de Villersexel et des communes limitrophes.

Villersexel est couverte d'une forêt de feuillus comprise entre l'étage collinéen et l'étage montagnard du massif du Jura. La commune compte 224 espèces indigènes (en particulier les genres Euglesa, Carex, Lathyrus et Trifolium), 3 espèces introduites parmi lesquelles deux sont envahissantes (Potamopyrgus antipodarum et Reynoutria japonica) et une  domestique, la menthe verte.
Trois zones naturelles d'intérêt écologique, faunistique et floristique (ZNIEFF) liées à l'hydrographie sont recensées sur la commune : la vallée de l'Ognon de Villersexel à Rigney, la vallée supérieure de l'Ognon et ses affluents et l'amont de la confluence du Scey et de l'Ognon.
La commune est classée station verte, un label d'écotourisme.

### Personnalités liées à la commune
- Ferdinand de Grammont (1805-1889), homme politique né au château de Villersexel.
- Werner de Mérode (1816-1905), diplomate et homme politique, né à Villersexel.
- Marie Joseph Châtelain (1851-1916), général de division, né à Villersexel.
- Georges Pilley (1885-1974), peintre français, mort à Villersexel.
- Michel Miroudot (1915-1999), homme politique, né à Villersexel.
- Claude Mettra (1922-2005), écrivain, auteur d'ouvrages dans le domaine de l'histoire, de l'art et de la philosophie et producteur d'émissions à France Culture, né à Villersexel.

### Héraldique
| Blason. | Les armes de la commune se blasonnent ainsi : de gueules au lion couronné d’or mouvant de la pointe, chaussé d’azur à la jumelle ondée d’argent, le partition bordée d’un filet du même, au chef aussi d’azur chargé de neuf billettes aussi d’or ordonnées 5 et 4. | Logo de la ville. |